# Limba croată
Limba croată (hrvatski jezik) este o limbă indo-europeană din ramura limbilor slave, grupul limbilor slave de sud, subgrupul occidental al acestora, vorbită de croați. Din punctul de vedere al sociolingvisticii, este în același timp una din variantele limbii abstand comune sârbilor, croaților, bosniacilor și muntenegrenilor, denumită tradițional prin termenul „limba sârbocroată”, și o limbă ausbau cu propriul său standard.
Croata este limba maternă a 5-6 milioane de vorbitori, fiind limbă oficială în Croația, în Bosnia și Herțegovina, în Serbia (Voivodina) și în Muntenegru. O vorbesc și minoritățile naționale croate din țările învecinate, precum și emigranți croați în Europa Occidentală, America de Nord, America de Sud și Australia. Și în România există o mică comunitate de vorbitori de croată, în județul Caraș-Severin.
Din punctul de vedere al variantelor sale regionale, croata cunoaște o împărțire în trei dialecte, štokavian, kajkavian și čakavian, și o împărțire supradialectală, în grupurile de graiuri (i)jekaviene, ekaviene și ikaviene. Baza limbii croate standard o constituie dialectul štokavian și graiurile (i)jekaviene.
Primele fragmente scrise în limba croată s-au păstrat în texte slavone din secolul al XI-lea. Cultura croată s-a dezvoltat în legătură cu creștinismul catolic adoptat de croați, iar limba croată a evoluat odată cu dezvoltarea literaturii în diversele dialecte. Standardul limbii croate s-a conturat în secolul al XIX-lea, în concordanță cu cel al limbii sârbe, de care în unele perioade ulterioare s-a apropiat, iar în altele s-a îndepărtat, în funcție de condițiile istorico-politice.
Din punctul de vedere al tipologiei lingvistice, croata este o limbă flexionară în aceeași măsură ca majoritatea limbilor slave și în grad mai mare decât limba română.

## Distribuție geografică și statut
Numărul total al croaților este estimat la aproximativ șase milioane. Dacă despre cei din Croația și din celelalte foste republici iugoslave se poate afirma că vorbesc limba croată, nu se poate spune câți din alte țări limitrofe sau mai îndepărtate o vorbesc, exceptând cazurile unde numărul vorbitorilor a fost înregistrat în statistici. Croații sunt răspândiți în lume după cum urmează:
| Țară                       | Număr de persoane | Statutul persoanelor                          | An   |
| -------------------------- | ----------------- | --------------------------------------------- | ---- |
| Croația                    | 4.096.305         | de limbă maternă croată                       | 2011 |
| Croația                    | 3.059             | de limbă maternă croato-sârbă                 | 2011 |
| Bosnia și Herțegovina      | 563.000           | de limbă maternă croată                       | 2018 |
| Argentina                  | 250.000           | de origine croată                             |      |
| Chile                      | 200.000           | de origine croată                             |      |
| Germania                   | 219.541           | cu cetățenie croată                           | 2011 |
| Austria                    | 131.000           | vorbitoare de croată de Burgenland            | 2003 |
| Austria                    | 44.489            | născute în Croația                            | 2017 |
| Elveția                    | 80.000            | de origine croată                             |      |
| Australia                  | 54.115            | vorbitoare de croată acasă                    | 2021 |
| Statele Unite ale Americii | 53.040            | vorbitoare de croată acasă                    | 2013 |
| Canada                     | 52.330            | de limbă maternă croată                       | 2011 |
| Franța                     | 40.000            | de origine croată                             |      |
| Slovenia                   | 35.642            | de naționalitate croată                       | 2002 |
| Brazilia                   | 20.000            | de origine croată                             |      |
| Noua Zeelandă              | 20.000            | de origine croată                             |      |
| Serbia                     | 19.223            | de limbă maternă croată                       | 2011 |
| Ungaria                    | 16.053            | vorbitoare de croată în familie, cu prietenii | 2011 |
| Țările de Jos              | 10.000            | de origine croată                             |      |
| Italia                     | 15.754            | de cetățenie croată                           | 2022 |
| Italia                     | 1.000             | vorbitoare de croată de Molise                | 2012 |
| Peru                       | 6.000             | de origine croată                             |      |
| Suedia                     | 7.555             | de cetățenie croată                           | 2017 |
| Muntenegru                 | 6.021             | de naționalitate croată                       | 2011 |
| Belgia                     | 6.000             | de origine croată                             |      |
| România                    | 5.167             | de limbă maternă croată                       | 2011 |
| Bolivia                    | 5.000             | de origine croată                             |      |
| Marea Britanie             | 5.000             | de origine croată                             |      |
| Paraguay                   | 5.000             | de origine croată                             |      |
| Uruguay                    | 5.000             | de origine croată                             |      |
| Venezuela                  | 5.000             | de origine croată                             |      |
| Ecuador                    | 4.000             | de origine croată                             |      |
| Republica Macedonia        | 2.248             | de naționalitate croată                       | 1994 |

Mai există un număr estimat la 50-60 de mii de vorbitori de croată care trăiesc în landul austriac Burgenland și în regiuni limitrofe din Ungaria și Slovacia, care vorbesc o varietate regională standardizată a limbii, numită croată de Burgenland.
Croata este limbă oficială în Croația, în Bosnia și Herțegovina, în Muntenegru și în provincia Voivodina din Serbia. Este totodată una dintre limbile oficiale ale Uniunii Europene.
Croata mai are statut de limbă minoritară în Austria (Burgenland) și în Italia (Molise). În România, limba croată poate fi folosită în raporturile cu administrația publică locală, în localitățile unde ponderea celor care o au ca limbă maternă este de peste 20%. Este cazul în localitățile Carașova și Lupac din județul Caraș-Severin.

## Varietăți regionale

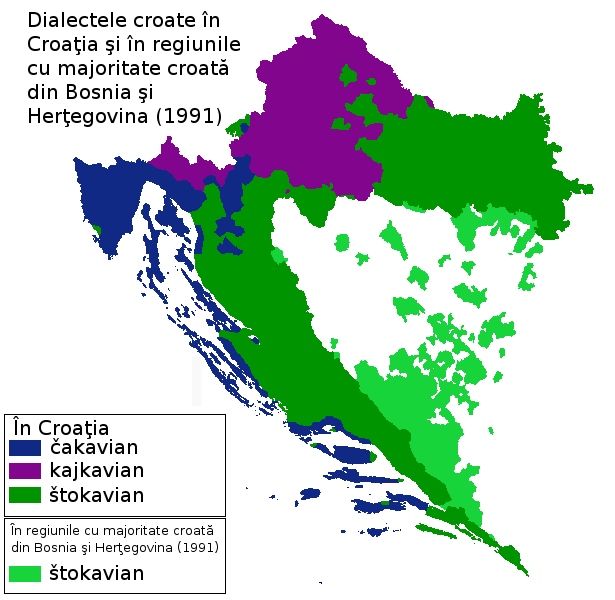

Dialectele limbii croate se disting după forma pronumelui interogativ referitor la subiectul nume de lucru: što – kaj – ča „ce”. Prin urmare sunt trei dialecte:
- dialectul štokavian (štokavski), vorbit în cea mai mare parte a Croației și de către croații din Bosnia și Herțegovina;
- dialectul kajkavian (kajkavski), în nord-vestul Croației, în principal la Zagreb și în împrejurimi;
- dialectul čakavian (čakavski), în sud-vestul Croației, în principal la Rijeka, în Istria și în toate insulele.

Există și o stratificare supradialectală, după modul în care a evoluat sunetul ĕ din limba slavă veche, notat cu litera ѣ (numită „iat”). Pronunțarea acesteia determină în limba croată:
- grupul de graiuri (i)jekaviene ((i)jekavski), în care „iat” a evoluat în je, în unele cuvinte (čovjek „om”) și în ije, în alte cuvinte (rijeka „râu”). Sunt vorbite în unele părți din Croația, în principal la Dubrovnik și în cea mai mare parte a Bosniei și Herțegovinei.
- grupul de graiuri ekaviene (ekavski), în care „iat” a devenit e (čovek, reka). Se vorbesc în unele părți din Croația, în principal la Zagreb și în împrejurimi.
- grupul de graiuri ikaviene (ikavski), în care „iat” a evoluat în i (čovik, rika). Sunt răspândite în principal la Split, Šibenik, Zadar, Ogulin, în regiunea istorică Lika (în cea mai mare parte corespunzând cantonului actual Lika-Senj) și în unele părți din Bosnia și Herțegovina.

Limba croată standard se bazează pe dialectul štokavian cu pronunțare (i)jekaviană.

## Istorie externă

### Perioada timpurie
Primele texte apar la croați în secolul al IX-lea, scrise în limba slavonă cu alfabetul glagolitic, dar nu s-au păstrat. Cele mai vechi texte glagolitice croate păstrate datează din secolul al XI-lea, majoritatea fiind gravate în piatră, ca de exemplu stela de la Baška (insula Krk). Este primul text în limba slavonă în care apar și elemente ale limbii poporului, fiind remarcabil prin dimensiuni și prin importanța textului, care conține prima mențiune păstrată despre poporul croat.

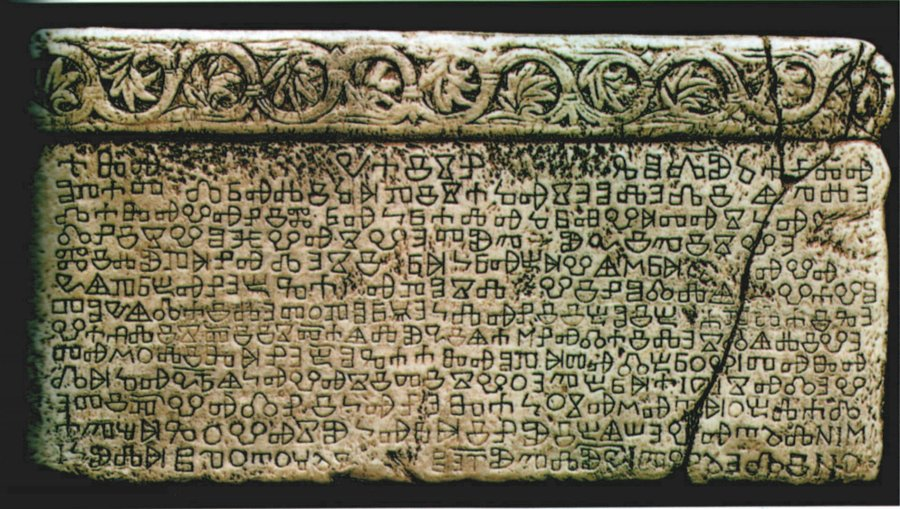
Stela de la Baška

Din secolul al XII-lea începe să se folosească și alfabetul chirilic. Alfabetul latin se folosește abia din secolul al XIV-lea, coexistând o vreme cu primele două. Folosirea glagoliticului durează până la sfârșitul secolului al XV-lea, iar în unele regiuni de pe litoral, până la începutul secolului al XIX-lea.
Până în a doua jumătate a secolului al XV-lea, literatura este scrisă în slavona croată. Perioada culminantă a acesteia sunt secolele al XIV-lea și al XV-lea, reprezentată de lucrări precum Cartea de rugăciuni a cneazului Novak (1368, regiunea Lika din nord-vestul Croației), Evangheliarul din Reims (1395, denumit după orașul din Franța unde a ajuns până la urmă), Cartea de rugăciuni a cneazului Hrvoje (1404, Split din Dalmația) și prima carte de rugăciuni tipărită (1483). Croații erau singurii catolici din Europa care erau scutiți de a folosi limba latină ca limbă liturgică și alfabetul latin.

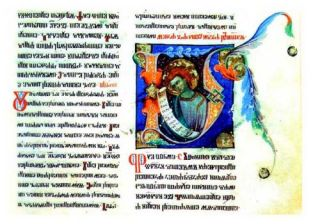
Cartea de rugăciuni a cneazului Novak

În secolele XII-XV, limba slavă de sud vorbită pe teritoriul fostei Iugoslavii se diferențiază în multe graiuri, grupate în dialectele care există și astăzi: čakavian, štokavian și kajkavian.
- Primul dialect care se desprinde este cel čakavian, în care sunt scrise primele texte laice ale limbii croate, cu elemente de slavonă, în secolul al XIII-lea[30]: Vedere asupra țării Istriei (1275) și Codicele din Vinodol (1288). Primul dicționar croat, lucrare a lui Faust Vrančić (1595), este în principal al dialectului čakavian.

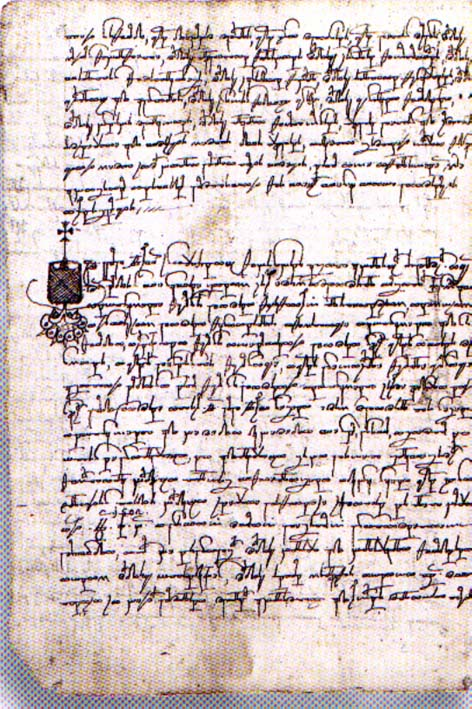
Vedere asupra țării Istriei

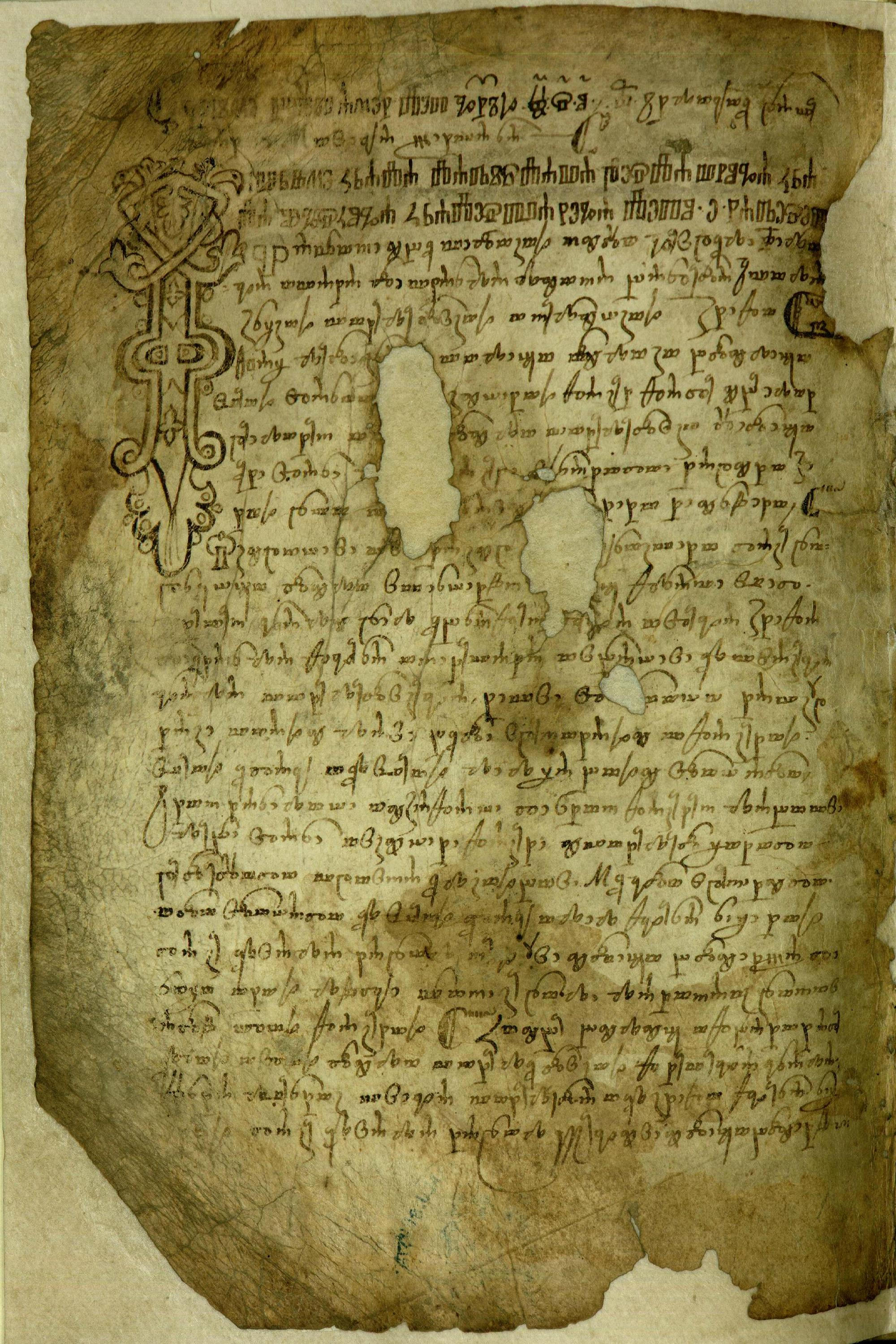
Codicele din Vinodol

- Și dialectul štokavian este atestat mai întâi cu elemente de slavonă. Prima scriere completă în acest dialect este Cartea de rugăciuni croată de la Vatican, transcrisă din dialectul čakavian în anii 1380-1400, la Dubrovnik. Literatura croată în acest dialect se dezvoltă în regiunea dalmațiană a Dubrovnikului și în Slavonia [31].

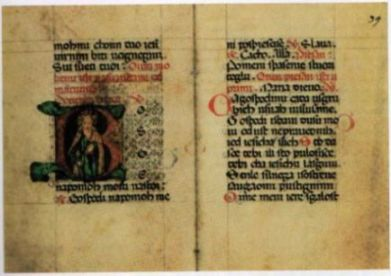
Cartea de rugăciuni croată de la Vatican

- Ultimul intră în literatura croată dialectul kajkavian[32], în 1578, cu lucrarea Postil, a lui Antun Vramec. Acest dialect se afirmă din cauză că regiunile în care se vorbește nu au căzut sub stăpânirea otomană. Din secolul al XVI-lea până la începutul secolului al XIX-lea este folosit de mulți scriitori, dintre care cei mai cunoscuți sunt Blaž Đurđević, Andrija Jambrešić și Tituš Brezovački.

### Limba croată modernă și standardizarea ei
Limba croată modernă, adică doar puțin diferită de cea de astăzi, începe să se impună în secolele al XIV-lea și al XV-lea. Prima ei atestare de seamă este Cartea de rugăciuni croată de la Vatican.
Primele elemente de standardizare apar în secolul al XVII-lea, numit și epoca Slavismului baroc, fiind ilustrate de literatura epocii. La formarea limbii croate moderne contribuie:
- activitatea lingvistului Bartol Kašić. Acest cleric iezuit redactează prima gramatică a limbii croate (Institutionum linguae illyricae libri duo, Roma, 1604), bazându-se în principal pe dialectul štokavian, deși cu multe elemente čakaviene. Același Kašić traduce Biblia (1622-1636) în varianta (i)jekaviană a dialectului štokavian. O lucrare a lui Kašić care a influențat și mai mult dezvoltarea croatei literare este Ritul roman (1640, de peste 400 de pagini), prima traducere a unei cărți liturgice catolice într-o limbă vie[33].
- lucrările altui iezuit, italianul Giacomo Micaglia (numit în croată Jakov Mikalja). Acesta publică dicționarul croat-italian-latin Thesaurus lingvae illyricae (Loreto, 1649; Ancona, 1651), bazat în esență tot pe dialectul štokavian cu pronunțare (i)jekaviană.
- lucrările clericului franciscan Matija Divković, din Bosnia: povestiri inspirate din Biblie, predici și scrieri polemice, în spiritul Contrareformei.
- poezia rafinată a lui Ivan Gundulić din Dubrovnik.

### Mișcarea ilirică
Standardizarea limbii croate este strâns legată de trezirea conștiinței naționale a croaților, care se înscria în tendința generală din Europa primei jumătăți a secolului al XIX-lea. În 1812, Šime Starčević a publicat la Triest Noua gramatică ilirică. Era precursorul Reînnoirii naționale croate, promovată de Mișcarea ilirică, reprezentată mai ales de tineretul intelectual de origine burgheză.
Conducătorul mișcării a fost Ljudevit Gaj, lingvist, politician, ziarist și scriitor. În lucrarea sa Kratka osnova horvatsko-slavenskog pravopisanja (Compendiu de ortografie croato-slavă) (Buda, 1830), a propus alfabetul folosit de limba croată și astăzi, bazat pe alfabetul latin, cu diacritice preluate din alfabetele limbilor cehă și poloneză, precum și o ortografie bazată pe principiul fonologic (numit și fonemic), ce se vor aplica pe tot teritoriul locuit de croați, în locul grafiilor italiană, germană și maghiară folosite în diferitele regiuni.
În această perioadă s-a impus standardul unitar al limbii croate pe baza dialectului štokavian cu pronunțare (i)jekaviană, punându-se capăt literaturii în celelalte dialecte.
Ideologia Mișcării ilirice nu se mărginea la Croația. Idealul ei era unirea tuturor slavilor de sud într-o utopică națiune ilirică, de la sloveni la bulgari, care trăiau toți sub stăpâniri străine. Aspirațiile ei se potriveau cu cele ale unor intelectuali sârbi, ceea ce a dus, pe plan lingvistic, la ideea limbii sârbocroate. Există o convergență între reforma lui Vuk Stefanović Karadžić pentru limba sârbă, care a fundamentat standardul acesteia tot pe dialectul štokavian, și cea a lui Ljudevit Gaj. Aceasta se reflectă, de exemplu, în așa-numitul „Acord de la Viena”, din 1850, semnat de șapte cărturari croați și sârbi (printre care și Vuk Karadžić), la inițiativa lingvistului sloven Franc Miklošič, care stabilea unele norme comune pentru limbile croată și sârbă.
Începând cu această epocă, domeniul lingvistic și cel politic interferează și după ce Croația a devenit independentă în 1991, relația dintre limba croată și limba sârbă pendulând de la epocă la epocă între ideea unei limbi unice și cea a două limbi aparte, în funcție de evenimentele istorice prin care trec vorbitorii lor.
În a doua jumătate a secolului al XIX-lea se intensifică mișcările pentru independență. Mulți croați văd posibilă realizarea acesteia numai împreună cu ceilalți slavi de sud, în primul rând cu sârbii. Episcopul croat din Đakovo, Josip J. Strossmayer, elaborează în 1866 primul program de unificare a slavilor de sud din Imperiul Habsburgic, folosind termenul „iugoslav”, și înființează la Zagreb Academia Iugoslavă de Științe și Arte. În domeniul limbii se conturează două școli principale:
- Școala numită „de la Zagreb” caută să dezvolte limba croată orientându-se după alte limbi slave (slovenă, rusă, cehă) și incluzând în standard elemente din dialectele čakavian și kajkavian.
- Școala numită a „vukoviștilor croați” sau a „tinerilor gramaticieni” urmează ideile lui Vuk Karadžić. Influența lor este mare la sfârșitul secolului al XIX-lea și începutul secolului al XX-lea, reușind să impună definitiv standardul pe baza dialectului štokavian și ortografia pe principiul fonologic.

### Secolul al XX-lea
Apropierea limbii croate de limba sârbă se continuă după Primul Război Mondial, de data aceasta în cadrul Regatului sârbilor, croaților și slovenilor, devenit mai apoi Regatul Iugoslaviei, create sub egida Serbiei, țară învingătoare în război. Autoritățile de la Belgrad caută să impună ideea limbii sârbocroate, ba chiar să facă din limba sârbă cu pronunțare ekaviană limba întregului stat, ceea ce nu este pe placul croaților doritori de independență.
În timpul celui de-al Doilea Război Mondial se înființează așa-numitul Stat Independent al Croației, satelit al Germaniei naziste, în care se declanșează o prigoană cumplită împotriva minorității sârbe. Pe plan lingvistic se caută îndepărtarea cât mai accentuată a limbii croate de limba sârbă, prin așa-zisa „purificare” de elementele sârbești.
În Iugoslavia comunistă de după război, promovarea limbii sârbocroate și încercările de a estompa diferențele dintre sârbă și croată devin componente ale politicii lingvistice oficiale, acceptată și de comuniștii croați, după cum reiese și din „Acordul de la Novi Sad” (1954). Semnat de 25 de lingviști și scriitori, 18 sârbi și șapte croați, în acesta se stipulează că limba comună a sârbilor, croaților, muntenegrenilor și bosniacilor este sârbocroata, care se poate numi și croatosârbă, cu două variante literare, sârbă și croată. Se decide totodată și redactarea unui dicționar unic.
În urma relativei liberalizări a regimului în anii 1960, se manifestă nemulțumirea intelectualilor croați cauzată de dominația variantei sârbe a limbii în instituțiile de stat. În 1967, șapte lingviști și scriitori croați redactează „Declarația despre situația și denumirea limbii literare croate”, în care se cere egalitatea în drepturi nu a trei, ci a patru limbi din Iugoslavia: slovena, croata, sârba și macedoneana, și încetarea dominației limbii sârbe pe plan statal și în instituțiile federale. În anii 1970 (epocă numită „Primăvara croată”), limba literară croată este declarată entitate aparte.
Odată cu independența Croației, proclamată în 1991, se accentuează tendința de separare a limbii croate de cea sârbă, prin „purificarea” ei de „sârbisme” și „internaționalisme”, evitarea împrumuturilor, reintroducerea unor cuvinte croate ieșite din uz și crearea de cuvinte noi cu bază slavă.

## Fonologie, fonetică și prozodie
Această secțiune tratează succint principalele aspecte fonologice, fonetice și prozodice ale limbii croate.

### Corespondența scriere–pronunțare
Limba croată are 32 de foneme, iar scrierea sa este în mare măsură fonemică. Literele și fonemele corespund între ele în felul următor:
| Litere | Transcriere fonetică | Pronunțare aproximativ ca în                     |
| ------ | -------------------- | ------------------------------------------------ |
| A, a   | /a/                  | ac                                               |
| B, b   | /b/                  | bun                                              |
| C, c   | /t͡s/                 | ține                                             |
| Č, č   | /t͡ʂ/                 | cer                                              |
| Ć, ć   | /t͡ɕ/                 | între cer și teacă în graiul maramureșean, muiat |
| D, d   | /d/                  | dor                                              |
| Đ, đ   | /d͡ʑ/                 | între ger și deal în graiul maramureșean, muiat  |
| DŽ, dž | /d͡ʐ/                 | ger                                              |
| E, e   | /e/                  | elev                                             |
| F, f   | /f/                  | film                                             |
| G, g   | /g/                  | gură                                             |
| H, h   | /x/                  | horă                                             |
| I, i   | /i/                  | inel                                             |
| ije    | /i͜j/                 | pierdere                                         |
| J, j   | /j/                  | iar                                              |
| K, k   | /k/                  | kilogram                                         |
| L, l   | /l/                  | loc, mai dur                                     |
| Lj, lj | /ʎ/                  | leac în graiul maramureșean, muiat               |
| M, m   | /m/                  | mal                                              |
| N, n   | /n/                  | nor                                              |
| Nj, nj | /ɲ/                  | neam, în graiul maramureșean, muiat              |
| O, o   | /o/                  | om                                               |
| P, p   | /p/                  | pas                                              |
| R, r   | /r/                  | rar                                              |
| R, r   | /r̥/ vocalic          | –                                                |
| Š, š   | /ʂ/                  | șir                                              |
| S, s   | /s/                  | sac                                              |
| T, t   | /t/                  | turn                                             |
| U, u   | /u/                  | ulei                                             |
| V, v   | /ʋ/                  | voce                                             |
| Z, z   | /z/                  | zare                                             |
| Ž, ž   | /ʐ/                  | jar                                              |

Observații:
1. R între două consoane sau la început de cuvânt, urmat de o consoană, poate fi vocalic, adică să constituie nucleul unei silabe, ca o vocală, de exemplu în vrt „grădină” și rzati „a necheza”.
2. Deși scrierea limbii croate este fonemică în principiu, totuși există unele excepții:

- Fiecare vocală poate fi scurtă sau lungă, dar cele lungi nu sunt marcate în scrisul obișnuit: zlato [zlaːto] „aur”, ruka [ruːka] „mână”.
- Asimilările dintre consoane (vezi mai jos) nu sunt redate în scris la sfârșit de cuvânt: šef ga pita [ʃeːv] ga pita „șeful îl întreabă”, zec [zeːd͡z] ga gleda „iepurele se uită la el”.
- Înaintea unei consoane palatale sau alveolopalatale, š și ž devin alveolopalatale: grožđe ['groʑd͡ʑe] „strugure”. Nici aceasta nu apare în scris.
- Numele proprii din limbile străine care folosesc alfabetul latin se scriu ca în limba de origine, dar se pronunță cu sunetele limbii croate: Köln [keln], München [minhen].

### Alternanțe fonetice aparente și în scris

#### Alternanțaa~ ∅ (nepostojanoa „alabil”)
La unele forme ale unor substantive și adjective se intercalează un a între două consoane, dar la alte forme acest a dispare. De exemplu, rădăcina cuvântului care înseamnă „bătrân” este starc-, nominativul său singular fiind starac, dar în cursul declinării a cade: starca „bătrânului” (genitiv), „pe bătrân” (acuzativ). În cazul rădăcinilor de feminine terminate cu două consoane, acest a apare la genitiv plural între cele două consoane: rădăcină sestr-, nominativ singular sestra „soră”, genitiv plural sestara.

#### Alternanțal~o
Cuvintele masculine terminate cu -ao, -eo sau -io [ex. čitao sam „am citit” (subiect masculin), anđeo „înger”, cio „întreg”] erau cândva în istoria limbii terminate cu un l dur (čital, anđel, cil) care a evoluat în o, dar numai în poziție finală de cuvânt. Acest o redevine l dacă nu mai este în poziție finală, ci este urmat de o desinență sau de alt sufix: čitala sam „am citit” (subiect feminin), anđela „îngerului” (genitiv), „pe înger” (acuzativ), cijela „întreagă”.

#### Asimilarea consoanelor
Când două consoane, una surdă și una sonoră, ajung în contact prin adăugarea la un cuvânt a unei desinențe sau a unui sufix, prima consoană devine la fel cu cea următoare din punctul de vedere al sonorității (asimilare regresivă). Astfel,
| consoanele sonore | b, | g, | d, | đ, | z, | ž, | dž | devin      |  |
| consoanele surde  | p, | k, | t, | ć, | s, | š, | č  | și invers. |  |

De exemplu, în cuvântul vrabac „vrabie”, în cursul declinării, /b/ alternează cu perechea sa surdă /p/. Aceasta apare atunci când cade /a/ dintre /b/ și /t͡s/, acesta din urmă fiind surd și asimilându-l pe /b/: vrapca (genitiv singular).

#### Palatalizări
Unele consoane aflate la sfârșitul formei de nominativ a unui substantiv sau la sfârșitul rădăcinii unui verb își schimbă natura sub influența unei vocale cu care începe o desinență sau un sufix. Cazuri mai frecvente:
- K, g și h înaintea lui e devin postalveolare (de exemplu la cazul vocativ singular):
  - k > č – junak „erou” > junače! (cazul vocativ) „eroule!”;
  - g > ž – drug „tovarăș” > druže!;
  - h > š – duh „suflet” > duše!
- Aceleași consoane devin alveolare înaintea lui i (de exemplu la nominativ masculin plural):
  - k > c – vojnik „soldat” > vojnici „soldați”;
  - g > z – bubreg „rinichi” > bubrezi;
  - h > s – trbuh „burtă” > trbusi.
- Încă în perioada limbii proto-slave a avut loc o palatalizare înaintea lui /j/, numită și iodizare sau înmuiere. Aceasta face ca în limba actuală, consoanele de mai jos să devină:
  - d și t alveolopalatale: d > đ, t > ć, de exemplu, la gradul comparativ al adjectivelor: mlad „tânăr” > mlađi „mai tânăr”, žut „galben” > žući;
  - l și n palatale: l > lj, n > nj: posoliti „a săra” > posoljen „sărat”, jesen „toamnă” > jesenji „de toamnă”;
  - z și s postalveolare: z > ž, s > š: Pariz „Paris” > Parižanin „parizian”, disati „a respira” > dišem „(eu) respir”.

### Accentuarea
Accentul care cade pe una din silabele unui cuvânt are în limba croată un dublu caracter. Este de intensitate, adică nucleul silabei este rostit cu mai multă forță decât celelalte (ca în română), dar și tonic (numit și muzical), nucleul de silabă accentuată fiind pronunțat cu un ton mai ridicat sau mai coborât decât celelalte.
Accentul poate fi de patru feluri, combinații între caracterul descendent sau ascendent și durata nucleului de consoană (lung sau scurt). În mod obișnuit, accentul se notează în scris numai în lucrările de lingvistică, în manuale și dicționare. Semnele convenționale pentru accente apar în exemplele de mai jos.
- lung descendent: zlȃto „aur”;
- lung ascendent: rúka „mână”;
- scurt descendent: kȕća „casă”;
- scurt ascendent: žèna „femeie”.

Există câteva limitări privitoare la accentuare, principalele fiind:
- În cuvintele cu mai mult de o silabă, accentul descendent nu poate fi decât pe prima silabă.
- Cuvintele monosilabice pot avea numai accent descendent.
- În cuvintele polisilabice, accentul poate să cadă pe oricare silabă, în afară de ultima, regulă ce se poate aplica și cuvintelor străine, dar nu obligatoriu. Astfel, cuvintele franceze se pot accentua pe penultima sau pe ultima silabă[43].

Și vocalele neaccentuate pot fi lungi sau scurte. Cele lungi se notează (nu în scrisul obișnuit) cu ¯ (žèna „femeie” / žénā „al/a/ai/ale femeilor”). O silabă lungă neaccentuată se poate găsi numai după o silabă accentuată.
După cum se vede din exemplul precedent, caracterul accentului și durata vocalelor au valoare funcțională, bunăoară să diferențieze, ca aici, două cazuri: nominativul singular de genitivul plural. Locul accentului are de asemenea valoare funcțională (vezi mai jos Declinarea adjectivelor).
Sunt și cuvinte care nu primesc niciodată accent, și altele care uneori se accentuează, alteori nu. Prima categorie o formează encliticele, adică pronumele personale neaccentuate, formele neaccentuate ale verbelor auxiliare și particula li, a doua fiind constituită din proclitice, adică prepozițiile, conjuncțiile și particula negativă ne. Ambele categorii de clitice formează, din punct de vedere prozodic, un singur cuvânt cu cuvântul cu sens lexical din grupul lor, purtând un singur accent: în cazul unui enclitic, accentul cade pe cuvântul cu sens lexical, în cazul unui proclitic, acesta este cel accentuat, dacă cuvântul cu sens lexical are accent descendent. Exemple:
- particula negativă ne: ne‿zòvi (ne neaccentuat) „nu chema”, znȃm – nè‿znām (ne accentuat) „nu știu”;
- prepoziții: bez‿náde (bez neaccentuat) „fără speranță”, grȃd – ȕ‿grād (u accentuat) „în oraș”.

Printre conjuncții sunt și unele (a „iar”, da „că, să” și i „și”) care se pot accentua numai înaintea unei pauze: životinje ȋ, što je važno, ljudi „animalele și, ceea ce este important, oamenii”.

## Gramatică

### Morfologie
Morfologia limbii croate se distinge de cea a limbii române prin mai multe caracteristici. Din punctul de vedere al tipologiei lingvistice, ambele sunt limbi flexionare, dar croata este flexionară în grad mai mare decât româna, cazurile substantivelor, adjectivelor și pronumelor, precum și persoanele verbelor distingându-se mai bine prin desinențe.

#### Substantivul

##### Genul substantivelor
Substantivele pot fi de genul:
- masculin, de regulă posibil de recunoscut după terminația consonantică la cazul nominativ singular: grad „oraș”. Aceleiași clase de declinare le aparțin și substantivele terminate în -ao, -eo și -io (vezi mai sus Alternanța l ~ o). Sunt și substantive masculine terminate în -a: prenume masculine (Nikola), nume de ocupații, profesii și funcții (vojvoda „duce”) etc., care se declină ca femininele.
- feminin, în general în cazul substantivelor terminate la nominativ singular în -a: ruka „mână”. Sunt și substantive feminine terminate cu o consoană la nominativ singular: radost „bucurie”, stvar „lucru”. Acestea aparțin unei clase de declinare aparte.
- neutru (substantivele cu -o sau cu -e la nominativ singular): kolo „cerc”, polje „câmp”, care se declină ca masculinele cu consoană.

##### Declinarea substantivelor
Aceasta se caracterizează prin șapte cazuri, iar substantivele sunt grupate în patru clase de declinare, după terminația de la nominativ singular. Iată declinarea a patru substantive regulate din două clase de declinare cu numărul cel mai mare de substantive.
| Caz          | Masculin         | Masculin   | Masculin       | Masculin | Neutru      | Neutru  | Feminin       | Feminin |
| Caz          | animat           | animat     | inanimat       | inanimat | singular    | plural  | singular      | plural  |
| Caz          | singular         | plural     | singular       | plural   | singular    | plural  | singular      | plural  |
| ------------ | ---------------- | ---------- | -------------- | -------- | ----------- | ------- | ------------- | ------- |
| Nominativ    | mȃjstor „meșter” | mȃjstori   | òdmor „odihnă” | òdmori   | zlȃto „aur” | zlȃta   | mrȅža „plasă” | mrȅže   |
| Genitiv      | mȃjstora         | mȃjstōrā   | òdmora         | òdmōrā   | zlȃta       | zlȃtā   | mrȅžē         | mrȇžā   |
| Dativ        | mȃjstoru         | mȃjstorima | òdmoru         | òdmorima | zlȃtu       | zlȃtima | mrȅži         | mrȅžama |
| Acuzativ     | mȃjstora         | mȃjstore   | òdmor          | òdmore   | zlȃto       | zlȃta   | mrȅžu         | mrȅže   |
| Vocativ      | mȃjstore!        | mȃjstori!  | òdmore!        | òdmori!  | zlȃto!      | zlȃta!  | mrȅžo!        | mrȅže!  |
| Instrumental | mȃjstorom        | mȃjstorima | òdmorom        | òdmorima | zlȃtom      | zlȃtima | mrȅžom        | mrȅžama |
| Locativ      | mȃjstoru         | mȃjstorima | òdmoru         | òdmorima | zlȃtu       | zlȃtima | mrȅži         | mrȅžama |

Observații:
1. Acuzativul singular al substantivelor masculine nume de animate este identic cu genitivul lor, în timp ce acuzativul singular al masculinelor nume de inanimate este la fel cu nominativul.
2. Desinența la genitiv plural este -ā lung. Lungimea vocalei este cea care deosebește în primul rând genitivul plural de cel singular la substantivele masculine și neutre, precum și genitivul plural de nominativul singular la cele feminine.
3. Cazul acuzativ este nu numai cel al complementului direct, ci și al complementului circumstanțial de loc al verbelor care exprimă deplasarea spre un loc: Došao je u grad „(El) a venit în oraș”.
4. Cazul instrumental este în principal cel al complementului circumstanțial instrumental (zlatom „cu aur”), și al complementului circumstanțial sociativ (s majstorom „cu meșterul”).
5. Cazul locativ (totdeauna cu prepoziție) este cel al complementului circumstanțial de loc al unui verb care nu exprimă deplasarea spre un loc (Oluja je načinila velike štete u gradu „Furtuna a provocat pagube mari în oraș”). Locativul mai este și cazul complementului indirect despre care se vorbește: o odmoru „despre odihnă”.

#### Adjectivul

##### Categorii de adjective
Adjectivele propriu-zise sunt clasificate în mod tradițional în:
- calificative: miran pas „câine pașnic”, dobro dijete „copil bun”;
- de materie: drvena klupa „bancă de lemn”;
- de apartenență: bratov kaput „paltonul fratelui”, lugareva kuća „casa pădurarului”, majčino pismo „scrisoarea mamei”. Acestea sunt formate de la substantive, prin adăugarea sufixului -ov sau -ev la cele masculine, și -in la cele feminine.

##### Forma scurtă și forma lungă
Adjectivele pot avea două forme, scurtă sau lungă. Cea scurtă se caracterizează prin terminația consonantică la nominativul masculinului singular, iar cea lungă prin terminația -i la același caz:
- bratov „al fratelui” – adjectiv cu formă scurtă;
- hrvatski „croat” – adjectiv cu formă lungă.

Aproape toate adjectivele calificative au ambele forme, cea lungă fiind obținută prin adăugarea lui -i la forma scurtă: smeđ > smeđi „maro”. În cazul lor, forma scurtă este numită și nedefinită, iar cea lungă este numită și definită. Acesteia îi corespunde în română adjectivul substantivat, articulat cu articol hotărât sau cu articol demonstrativ. Exemplu în context: Kupio sam jedan šešir smeđ i jedan siv. Smeđi sam ubrzo izgubio, sivi nosim i danas „Am cumpărat o pălărie maro și una gri. Pe cea maro am pierdut-o curând, pe cea gri o port și astăzi”.
Adjectivele cu o singură formă sunt folosite și ca nedefinite, și ca definite. Adjectivele de apartenență au numai formă scurtă, iar cele terminate cu -ski, -nji și -ji, precum și adjectivele la gradul comparativ și la cel superlativ relativ (vezi mai jos) – numai formă lungă.

##### Gradele de comparație
Gradul comparativ de superioritate se formează cu sufixe:
- -ji, -ja, -je, care provoacă iodizarea consoanei finale a adjectivului:
  - pentru adjectivele monosilabice cu vocală lungă: bȓz „rapid” > bȑžī „mai rapid”;
  - pentru adjectivele bisilabice terminate la masculin în -ak, -ek, -ok: kràtak „scurt” > krȁćī;
- -iji, -ija, -ije:
  - pentru adjectivele monosilabice cu vocală scurtă: stȁr „bătrân” > stàrijī;
  - pentru adjectivele bi- și polisilabice: srȅtan „fericit” > srètnijī, oštròūman „isteț” > oštroùmnijī.

Comparația se construiește cu termenul de comparație la genitiv cu prepoziția od (Kamen je tvrđi od zemlje) sau cu conjuncția nego + nominativ: Kamen je tvrđi nego zemlja „Piatra este mai tare decât pământul”.
Sunt și adjective al căror comparativ este neregulat prin faptul că are altă rădăcină decât adjectivul la gradul pozitiv: dobar – bolji „mai bun”, zao – gori „mai rău”, velik – veći „mai mare”, malen – manji „mai mic”, dug – dulji (care are și comparativul regulat duži) „mai lung”.
Superlativul relativ de superioritate se obține din forma de comparativ, cu prefixul naj-: bliži „mai apropiat” > najbliži „cel mai apropiat”. Sunt posibile trei construcții cu adjectiv la superlativ:
- prepoziția od + substantiv la genitiv: Avion je najbrži od prijevoznih sredstava „Avionul este cel mai rapid dintre mijloacele de transport”;
- prepoziția među + substantiv la instrumental: Avion je najbrži među prijevoznim sredstvima;
- prepoziția između + substantiv la genitiv: Između dragoga kamenja najtvrđi je dijamant „Dintre pietrele prețioase, cea mai dură este diamantul”.

##### Declinarea adjectivelor
Dăm mai jos ca exemplu declinarea unuia dintre tipurile de adjective regulate:

##### Forma scurtă
| Caz | Masculin                          | Masculin        | Neutru   | Neutru          | Feminin  | Feminin         |
| Caz | singular                          | plural          | singular | plural          | singular | plural          |
| --- | --------------------------------- | --------------- | -------- | --------------- | -------- | --------------- |
| N.  | vȅlik „mare”                      | vȅliki          | vȅliko   | vȅlika          | vȅlika   | vȅlike          |
| G.  | vȅlika                            | vȅlikīh         | vȅlika   | vȅlikīh         | vȅlikē   | vȅlikīh         |
| D.  | vȅliku                            | vȅlikīm(a)/-ima | vȅliku   | vȅlikīm(a)/-ima | vȅlikōj  | vȅlikīm(a)/-ima |
| A.  | vȅlika (animat), vȅlik (inanimat) | vȅlike          | vȅliko   | vȅlikā          | vȅliku   | vȅlike          |
| V.  | vȅlik                             | vȅliki          | vȅliko   | vȅlikā          | vȅlika   | vȅlike          |
| I.  | vȅlikīm                           | vȅlikīm(a)/-ima | vȅlikīm  | vȅlikīm(a)/-ima | vȅlikōm  | vȅlikīm(a)/-ima |
| L.  | vȅliku                            | vȅlikīm(a)/-ima | vȅliku   | vȅlikīm(a)/-ima | vȅlikōj  | vȅlikīm(a)/-ima |

##### Forma lungă
| Caz | Masculin                               | Masculin        | Neutru       | Neutru          | Feminin  | Feminin         |
| Caz | singular                               | plural          | singular     | plural          | singular | plural          |
| --- | -------------------------------------- | --------------- | ------------ | --------------- | -------- | --------------- |
| N.  | vȅlikī „cel mare”                      | vȅlikī          | vȅlikō       | vȅlikā          | vȅlikā   | vȅlikē          |
| G.  | vȅlikōg(a)                             | vȅlikīh         | vȅlikōg(a)   | vȅlikīh         | vȅlikē   | vȅlikīh         |
| D.  | vȅlikōm(u/e)                           | vȅlikīm(a)/-ima | vȅlikōm(u/e) | vȅlikīm(a)/-ima | vȅlikōj  | vȅlikīm(a)/-ima |
| A.  | vȅlikōg(a) (animat), vȅlikī (inanimat) | vȅlikē          | vȅlikō       | vȅlikā          | vȅlikū   | vȅlikē          |
| V.  | vȅlikī                                 | vȅlikī          | vȅlikō       | vȅlikā          | vȅlikā   | vȅlikē          |
| I.  | vȅlikīm                                | vȅlikīm(a)/ima  | vȅlikīm      | vȅlikīm(a)/-ima | vȅlikōm  | vȅlikīm(a)/-ima |
| L.  | vȅlikōm(e/u)                           | vȅlikīm(a)/-ima | vȅlikōm(e/u) | vȅlikīm(a)/-ima | vȅlikōj  | vȅlikīm(a)/-ima |

Observații:
- La nominativ plural, cele două forme diferă prin cantitatea vocalei finale.
- Există variante de desinențe:
  - la forma lungă, genitiv singular, masculin și neutru, două variante: -ōg și -ōga. Varianta mai scurtă se folosește pentru un adjectiv care urmează alt adjectiv la același caz (exemplu: gramatika hrvatskoga standardnog jezika „gramatica limbii croate standard”);
  - la forma lungă, dativ/locativ singular masculin și neutru, trei variante: -ōm, -ōmu și -ōme, varianta a doua fiind mai frecventă la dativ, iar a treia la locativ (aceeași utilizare a variantei mai scurte ca la genitiv: u hrvatskome standardnom jeziku „în limba croată standard”);
  - la forma scurtă și la cea lungă, la dativ/intrumental/locativ plural, toate genurile, trei variante: -īm, -īma și -ima, ultimele două fiind diferite numai prin cantitatea lui i.

#### Pronumele

##### Pronumele personale
Formele acestora sunt:
| Caz | Singular    | Singular | Singular              | Singular         | Singular | Plural    | Plural    | Plural                            | Plural |
| --- | ----------- | -------- | --------------------- | ---------------- | -------- | --------- | --------- | --------------------------------- | ------ |
| N.  | jȃ „eu”     | tȋ „tu”  | ȏn „el”, òno – neutru | òna „ea”         | –        | mȋ „noi”  | vȋ „voi”  | òni „ei”, òna – neutru, òne „ele” | –      |
| G.  | mȅne, me    | tȅbe, te | njȅga, ga             | njȇ, je          | sȅbe, se | nȃs, nas  | vȃs, vas  | njȋh, ih                          | sȅbe   |
| D.  | mȅni, mi    | tȅbi, ti | njȅmu, mu             | njȏj, joj        | sȅbi, si | nȁma, nam | vȁma, vam | njȋma, im                         | sȅbi   |
| A.  | mȅne, me    | tȅbe, te | njȅga, ga, nj         | njȗ, ju, je, nju | sȅbe, se | nȃs, nas  | vȃs, vas  | njȋh, ih                          | sȅbe   |
| V.  | –           | ti!      | –                     | –                | –        | mȋ!       | vȋ!       | –                                 | –      |
| I.  | mnȏm, mnóme | tȍbōm    | njȋm, njíme           | njȏm, njóme      | sȍbōm    | nȁma      | vȁma      | njȉma                             | sȍbom  |
| L.  | mȅni        | tȅbi     | njȅm(u)               | njȏj             | sȅbi     | nȁma      | vȁma      | njȉma                             | sȅbi   |

La nominativ, vocativ, instrumental și locativ, pronumele personale au numai forme accentuate, iar la genitiv, dativ și acuzativ au forme accentuate și forme neaccentuate.
Pronumele de politețe este Vi, scris de obicei cu inițială majusculă.

###### Forme accentuate
Formele accentuate se folosesc:
- când se scoate în evidență persoana: Ja njega dobro poznajem „Pe el îl cunosc bine”;
- când se opun două persoane: Pozvao je nas, a ne njih „Ne-a invitat pe noi, nu pe ei”;
- după prepoziții și conjuncții: Otišla je kući bez mene „S-a dus acasă fără mine”. Când accentul trece de pe pronume pe prepoziție, pronumele nu-și schimbă forma: bèz mene.

La instrumental, persoana I singular, sunt două forme accentuate: cea scurtă se folosește după prepoziții, cea lungă fără prepoziție: Što se ne bi oženio mnome „De ce nu s-ar însura cu mine”.

###### Forme neaccentuate
La acuzativ persoana a treia singular, la masculin sunt două forme neaccentuate, iar la feminin trei.
Formele neaccentuate se folosesc în general în funcție de complement fără prepoziție, înainte sau după formele verbale care exprimă sensul lexical al verbului, pronunțându-se împreună cu acesta într-un singur cuvânt prozodic: Jȃ sam te čȅkao „Te-am așteptat”. Formele me, te, se, nj, nju se pot folosi și după prepoziții, în acest caz acestea din urmă fiind accentuate: prȅdā me „înaintea mea”, zȃ nj „pentru el”.
În ceea ce privește distribuția formelor ju și je „o” (acuzativ), je se folosește în general, iar ju în vecinătatea silabei je, anume înaintea verbului auxiliar je (On ju je dočekao „El a așteptat-o”) și după cuvintele care se termină cu silaba je: Ne voli limunadu, ali pije ju kad je vruće „Nu-i place limonada, dar bea când e foarte cald”.

###### Pronumele reflexiv
Spre deosebire de română, în croată există un singur pronume reflexiv, cel din tabelul de mai sus care începe cu s. Acesta se referă totdeauna la subiectul propoziției, de orice gen, număr și persoană ar fi acesta: Naškodio si sebi „Ți-ai dăunat ție însuți”. Are formă neaccentuată la genitiv/acuzativ și la dativ. Cea de acuzativ se folosește la diateza reflexivă a verbelor: Ja sam se počešljao „M-am pieptănat”, Ti si se počešljala „Te-ai pieptănat” (feminin), Sestra se počešljala „Sora s-a pieptănat”, Dječaci su se počešljali „Băieții s-au pieptănat”.

##### Pronume și adjective pronominale interogativ-relative
Numai pronume sunt tko „cine” și što „ce”:
- interogative: Tko stoji pred vratima? „Cine stă înaintea ușii?”, Što je pred vratima? „Ce este înaintea ușii?”;
- relative: Pitaj koga hoćeš! „Întreabă pe cine vrei!”, Reci što želiš! „Spune (ceea) ce dorești!”

Declinare:
| Nominativ    | tkȍ             | štȍ       |
| Genitiv      | kòga, kȍg       | čèga, čȅg |
| Dativ        | kòmu, kòme, kȍm | čèmu      |
| Acuzativ     | kòga, kȍg       | štȍ       |
| Instrumental | kȋm, kíme       | čȋm, číme |
| Locativ      | kȍm, kòme       | čȅm, čemu |

Pronume și adjective pronominale sunt:
- čiji, -a, -e, -i, -e, -a: Čiji je to pokrivač? „A cui e cuvertura asta?”, Došli smo u grad čiji su stanovnici poznati po marljivosti „Am venit într-un oraș / în orașul ai cărui locuitori sunt cunoscuți pentru hărnicia lor”;
- koji, -a, -e, -i, -e, -a: Kojim ćeš vlakom putovati? „Cu care tren vei călători?”, Koji je stigao? „Care a sosit?”, Osušile su se ruže koje je sestra presadila „S-au uscat trandafirii pe care i-a plantat soră-mea”;
- kakav, kakva, kakvo, kakvi, kakve, kakva: Kakve si ljude tamo vidio? „Ce fel de oameni ai văzut acolo?”, Kakav je taj most? „Cum e podul acela? / Ce (fel de) pod e acela?”;
- kolik, kolika, koliko, koliki, kolike, kolika: Kolika je vaša kuća? „Cât de mare e casa voastră?”

În general, acestea se declină ca adjectivele: čiji și koji ca cele definite, kakav și kolik ca cele nedefinite. Ca exemplu, declinarea lui koji:
| Caz | Singular                                | Singular                       | Singular | Plural        | Plural        | Plural        |
| Caz | Masculin                                | Neutru                         | Feminin  | Masculin      | Neutru        | Feminin       |
| --- | --------------------------------------- | ------------------------------ | -------- | ------------- | ------------- | ------------- |
| N.  | kòjī                                    | kòjē                           | kòjā     | kòjī          | kòjā          | kòjē          |
| G.  | kòjēga, kòjēg, kȏga                     | kòjēga, kòjēg, kȏga            | kòjē     | kòjīh         | kòjīh         | kòjīh         |
| D.  | kòjēmu, kòjēm, kȏmu, kȏme, kȏm          | kòjēmu, kòjēm, kȏmu, kȏme, kȏm | kòjōj    | kòjima, kòjīm | kòjima, kòjīm | kòjima, kòjīm |
| A.  | kòjī (inanimat), kòjēga, kòjēg (animat) | kòjē                           | kòjū     | kòjē          | kòjā          | kòjē          |
| I.  | kòjīm                                   | kòjīm                          | kòjōm    | kòjima, kòjīm | kòjima, kòjīm | kòjima, kòjīm |
| L.  | kòjēmu, kòjēm, kȏme, kȏm                | kòjēmu, kòjēm, kȏme, kȏm       | kòjōj    | kòjima, kòjīm | kòjima, kòjīm | kòjima, kòjīm |

Formele reduse de dativ/locativ ale acestui pronume (kȏmu, kȏme, kȏm) se deosebesc numai prin natura accentului de cele la aceleași cazuri ale pronumelui tko: kòmu, kòme, kȍm.

##### Pronumeleșiadjectivele pronominaleposesive
- moj „(al) meu”, moja „(a) mea”, moje (neutru singular), moji „(ai) mei”, moje „(ale) mele”, moja (neutru plural);
- tvoj „(al) tău”, tvoja „(a) ta”, tvoje (neutru singular), tvoji „(ai) tăi”, tvoje „(ale) tale”, tvoja (neutru plural);
- njegov „(al) lui”, njegova „(a) lui”, njegovo (neutru singular), njegovi „(ai) lui”, njegove „(ale) lui”, njegova (neutru plural);
- nje(zi)n „al ei”, nje(zi)na „(a) ei”, nje(zi)no (neutru singular), nje(zi)ni „(ai) ei”, nje(zi)ne „(ale) ei”, nje(zi)na (neutru plural);
- naš „(al) nostru”, naša „(a) noastră”, naše (neutru singular), naši „(ai) noștri”, naše „(ale) noastre”, naša (neutru plural);
- vaš „(al) vostru”, vaša „(a) voastră”, vaše (neutru singular), vaši „(ai) voștri”, vaše „(ale) voastre”, vaša (neutru plural);
- njihov „(al) lor”, njihova „(a) lor”, njihovo (neutru singular), njihovi „(ai) lor”, njihove „(ale) lor”, njihova (neutru plural);
- svoj, -a, -e, -i, -e, -a determină (ca adjectiv) sau reprezintă (ca pronume) obiectul (obiectele) posedat(e) de subiect, indiferent de genul, numărul sau persoana acestuia: Mi se brinemo za svoj posao, a vi se pobrinite za svoj „Noi ne vedem de treaba noastră, iar voi vedeți-vă de a voastră”. Celelalte pronume-adjective posesive reprezintă (respectiv determină) de regulă obiectul posedat de altcineva (altceva) decât subiectul propoziției. Poznajem tvoju sestru. „O cunosc pe sora ta.”

##### Pronumele și adjectivele pronominale demonstrative
Acestea exprimă trei grade de depărtare:
- Ovaj „acest(a)”, ova „această (aceasta)”, ovo (neutru singular), ovi „acești(a)”, ove „aceste(a)”, ova (neutru plural) – se referă la ceea ce este lângă vorbitor.
- Taj, ta, to, ti, te, ta exprimă depărtarea medie, referindu-se, de exemplu, la ceea ce este lângă interlocutor.
- Onaj „acel(a)”, ona „acea (aceea)”, ono (neutru singular), oni „acei(a)”, one „acele(a)”, ona (neutru plural) – se referă la ceea ce este departe de vorbitor, de exemplu lângă o terță persoană (nu interlocutorul).

##### Pronume și adjective pronominale nehotărâte
Majoritatea acestora se formează din pronume sau adjective pronominale interogative la care se adaugă anumite elemente de compunere:
- nešto „ceva”, netko „cineva”, nekakav „de careva fel”;
- išta „(măcar) ceva”, itko „(măcar) cineva”, ikakav „(de) vreun (fel)”;
- ništa „nimic”, nitko „nimeni”, nikakav „de niciun fel”;
- svašta „de toate”, svatko „fiecare”, svakakav „de orice fel, de tot felul”;
- gdjekoji „vreun”;
- pokoji, poneki „câte un(ul)”, ponešto „câte ceva”;
- koješta „orice, fleacuri, aiureli”, kojekakav „de orice fel, fără valoare”;
- kojigod „careva, vreun”, štogod „ceva, orice”.

Exemple în propoziții: Netko te pozdravio „Te-a salutat cineva”, Ništa nećeš doznati „N-o să afli nimic”, Bit ću sretan ako se nađe ikakav bolji izlaz iz ovoga položaja „Voi fi fericit dacă se va găsi vreo ieșire mai bună din situația asta”, Amo dolaze svakakvi ljudi „Aici vin tot felul de oameni”, Možda će se naći gdjekoji oštar nož „Poate s-o găsi vreun cuțit ascuțit”, Znam od svega ponešto „Știu din toate câte ceva”, Uvijek brbljaju koješta „Mereu vorbesc aiurea”, Donesi štogod da pojedemo „Adu ceva, orice de mâncare”. 
Mai sunt și locuțiuni nehotărâte formate cu pronume/adjective interogative, împreună cu anumite particule scrise separat, toate cu sensul dat în română de către „ori-”:
- antepuse: ma, makar, bud, budi;
- postpuse: god, mu drago, ti volja, te volja, hoćeš, hoće;
- antepusă sau postpusă: bilo.

Exemple în propoziții: Nikad me neće prevariti makar kolik lažac bio „N-o să mă păcălească niciodată, oricât de mare mincinos ar fi”, Samo da naiđemo na budi kakvu vodu „Numai să găsim orice fel de apă”, Došao tko mu drago, moja su mu vrata otvorena „Vină cine-o vrea, ușa mea îi e deschisă”, Daj mu to za bilo što sau Daj mu to za što bilo „Dă-i asta pentru orice”.

#### Numeralul

##### Numeralele cardinale
Numeralele jedan „un(u)”, jedna „una, o”, jedno (neutru), dva „doi”, dvije „două” tri „trei” și četiri „patru”, inclusiv când sunt ultima cifră a unui număr, se declină.
Numeralele corespunzătoare numerelor de la 11 la 19 au fost la origine sintagme, de exemplu jedьnъ na desęte > jedanaest „unsprezece”, mod de formare slav care a fost calchiat în română.
Numeralele corespunzătoare zecilor mai mari de 10 sunt cuvinte compuse, de exemplu dva „doi” + deset „zece” > dvadeset „douăzeci”. La unele, primul component a suferit schimbări fonetice, de exemplu šest „șase” + deset > šezdeset „șaizeci”.
Numeralele corespunzătore sutelor au o variantă cuvânt compus cu numeralul sto „sută” și una din două cuvinte, cu substantivul feminin stotina derivat de la sto: dvjesto sau dvije stotine 200, tristo sau tri stotine 300, četiristo sau četiri stotine 400.
Lui 1000 îi corespund două numerale sinonime: cuvântul slav tisuća și împrumutul din limba greacă hiljada. Ambele sunt substantive feminine și se declină ca atare. Tot așa este milijarda „miliard”, iar milijun „milion” este un substantiv masculin.

###### Construcțiile numeral cardinal + (atribut adjectival +) substantiv
Numeralele corespunzătoare lui 1, 2, 3 și 4 se declină și se construiesc cu substantivul determinat (care poate avea atribut adjectival), după cum urmează.
- Jedan, jedna, jedno și numerele care se termină cu această cifră se construiesc cu substantivul la același caz ca numeralul: Ostao je bez jedne ruke „A rămas fără o mână”, Dvadeset i jedna godina je prošla „Au trecut 21 de ani”.
- Dva, dvije, tri și četiri, precum și numerele care se termină cu aceste cifre:
  - când sunt la nominativ, acuzativ sau vocativ, sunt urmate de substantiv:
    - la genitiv singular, dacă substantivul este masculin sau neutru: dva dječaka „doi băiețași”, tri sela „trei sate”;
    - la nominativ plural, dacă substantivul este feminin: dvije ruke „două mâini”, tri godine „trei ani”.

  - La alte cazuri ale acestor numerale, substantivul este la plural, la același caz ca numeralul: Vjetar puše sa svih četiriju strana „Vântul suflă din toate cele patru părți”.

Numeralele cu formă de substantiv nu se acordă în caz cu substantivul asociat lor, ci acesta este la genitiv plural: Donio mi je stotinu poklona „Mi-a adus o sută de cadouri”, Sin mu je nestao s tisućama drugih mladića „Fiul lui a dispărut cu o mie de alți tineri”.
Numeralele pet „cinci”, šest „șase”, sedam „șapte”, osam „opt” și devet „nouă”, inclusiv când sunt ultima cifră a unui număr, și cele corespunzătoare zecilor, sunt invariabile, iar substantivul determinat de ele se pune tot la genitiv plural: Već deset dana puše jak vjetar „Deja de zece zile suflă un vânt puternic”, Imala je petnaest bijelih kokošiju „Avea cincisprezece găini albe”.

##### Numeralele ordinale
Aceste numerale au desinențele specifice adjectivelor cu formă lungă. Acestea se adaugă la numeralele cardinale. În peti „al cincilea”, šesti „al șaselea”, de la deveti „al nouălea” la dvadeseti „al douăzecilea” și în celelalte numerale corespunzătore zecilor (trideseti „al treizecilea” etc.), cuvântul de bază nu suferă schimbări. La sedmi „al șaptelea” (< sedam), osmi „al optulea” (< osam), stoti „al o sutălea” (< sto), tisući „al o miilea” (<tisuća) = hiljaditi (< hiljada), milijunti (< milijun) și milijardni (< milijarda) au loc mici schimbări (căderea lui a, t de legătură etc.) La treći „al treilea” (< tri) și četvrti „al patrulea” (<četiri) sunt schimbări mai importante, iar corespunzător lui jedan și lui dva există cuvinte cu altă rădăcină: prvi „primul”, respectiv drugi „al doilea”. Ca ultima cifră a unui număr se folosesc aceleași forme ca ale cifrelor singure: dvadeset prvi „al douăzecișiunulea”, trideset drugi „al treizecișidoilea”.

##### Numeralele colective
Acestea sunt dvoje „doi”, troje „trei”, četvero sau četvoro „patru”, petero sau petoro „cinci” etc. De la celelalte cifre, numeralele colective se formează asemănător cu petero/petoro, cu sufixul -ero sau -oro. Se folosesc, de exemplu, pentru a desemna două persoane sau grupuri de persoane de sexe sau de vârste diferite: stol za dvoje „masă pentru două persoane” (un bărbat și o femeie), Kako ih je sedmero sjedjelo oko vatre, [...] „Cum ședeau șapte în jurul focului, [...]”.

##### Substantivele numerale
Acestea se formează de la numeralele colective, cu sufixul -ica (dvojica, trojica, četvorica) și au tot caracter colectiv, folosindu-se numai cu nume de ființe de sex masculin, care se pun la genitiv plural: tròjica dječákā „trei băiețași”.

##### Numele cifrelor
Fiecare cifră are un nume substantiv feminin: jedinica, dvica, trica, četvrtica, petica etc.: praviti osmice „a face opturi” (cu patinele pe gheață). 

#### Verbul

##### Aspectele verbelor
Ca și în celelalte limbi slave, verbele limbii croate se caracterizează și prin categoria aspectului, care exprimă în principal gradul de realizare a acțiunii unui verb.
- Un verb imperfectiv exprimă faptul că acțiunea era, este sau va fi în curs de desfășurare, ori efectuată în mod repetat: Majka je prala / pere / će prati rublje „Mama spăla / spală / va spăla rufe”. În română, acest aspect se exprimă formal numai la trecut, prin timpul imperfect.
- Un verb perfectiv exprimă faptul că acțiunea a avut sau va avea loc o singură dată, într-un singur moment, sau că a început și s-a terminat / va începe și se va termina la momente date: Majka je oprala / će oprati rublje „Mama a spălat / va spăla (și va termina de spălat) rufe”. În română, acest aspect se poate exprima formal la trecut prin timpurile perfect compus sau perfect simplu.

Prezentul propriu-zis este exprimat numai de verbele imperfective, în propoziții independente sau principale. Prezentul verbelor perfective se folosește numai în propoziții subordonate și exprimă o acțiune viitoare: Kad odspavam, bit će bolje „Când voi fi dormit, va fi mai bine”.
Majoritatea verbelor formează perechi perfectiv–imperfectiv cu același sens lexical, de exemplu pisati–napisati „a scrie”. Există câteva procedee de formare a verbelor de un aspect din verbe de celălalt aspect:
- Unul din aceste procedee este adăugarea la verbul imperfectiv a unui prefix provenit dintr-o prepoziție. Astfel de prefixe sunt o- și na- din exemplele precedente, care schimbă numai aspectul verbului. Alte prefixe îi schimbă mai mult sau mai puțin și sensul: pisati „a scrie” > prepisati „a copia”. Din verbul astfel derivat se formează corespondentul său imperfectiv cu același sens, cu ajutorul unui sufix: prepisivati. Sufixul este plasat înaintea sufixului de infinitiv -ti.
- Sunt și verbe perfective cu un anumit sufix, care devin imperfective cu altul. De exemplu, sufixul -i- este specific perfectivului, iar -a- – imperfectivului: lupiti–lupati „a lovi”.

##### Conjugare
Verbele croate sunt repartizate în șase clase de conjugare regulate, după sunetul final al rădăcinii formei de infinitiv, plus o a șaptea, formată din verbe neregulate. Trei clase cuprind și subclase: prima cuprinde șapte subclase, a III-a – două, a V-a – patru.
Exemplu de verb regulat de conjugarea I, subclasa a II-a, la modurile și timpurile cele mai folosite:
| Mod                 | Timp                | Formă                                                                         |
| ------------------- | ------------------- | ----------------------------------------------------------------------------- |
| Infinitiv           | Infinitiv           | tresti „a scutura”                                                            |
| Indicativ           | prezent             | tresem „scutur”                                                               |
| Indicativ           | prezent             | treseš                                                                        |
| Indicativ           | prezent             | trese                                                                         |
| Indicativ           | prezent             | tresemo                                                                       |
| Indicativ           | prezent             | tresete                                                                       |
| Indicativ           | prezent             | tresu                                                                         |
| Indicativ           | perfect compus      | tresao / tresla / treslo sam „am scuturat”                                    |
| Indicativ           | perfect compus      | tresao / tresla / treslo si                                                   |
| Indicativ           | perfect compus      | tresao / tresla / treslo je                                                   |
| Indicativ           | perfect compus      | tresli / tresle / tresla smo                                                  |
| Indicativ           | perfect compus      | tresli / tresle / tresla ste                                                  |
| Indicativ           | perfect compus      | tresli / tresle / tresla su                                                   |
| Indicativ           | viitor I            | trest ću „voi scutura”                                                        |
| Indicativ           | viitor I            | trest ćeš                                                                     |
| Indicativ           | viitor I            | trest će                                                                      |
| Indicativ           | viitor I            | trest ćemo                                                                    |
| Indicativ           | viitor I            | trest ćete                                                                    |
| Indicativ           | viitor I            | trest će                                                                      |
| Condițional prezent | Condițional prezent | tresao, tresla, treslo bih „aș scutura / aș fi scuturat”                      |
| Condițional prezent | Condițional prezent | tresao / tresla / treslo bi                                                   |
| Condițional prezent | Condițional prezent | tresao / tresla / treslo bi                                                   |
| Condițional prezent | Condițional prezent | tresli / tresle / tresla bismo                                                |
| Condițional prezent | Condițional prezent | tresli / tresle / tresla biste                                                |
| Condițional prezent | Condițional prezent | tresli / tresle / tresla bi                                                   |
| Imperativ           | Imperativ           | tresi! „scutură!”                                                             |
| Imperativ           | Imperativ           | (neka) trese! „să scuture”                                                    |
| Imperativ           | Imperativ           | tresimo!                                                                      |
| Imperativ           | Imperativ           | tresite!                                                                      |
| Imperativ           | Imperativ           | (neka) tresu!                                                                 |
| Gerunziu            | prezent             | tresući „scuturând”                                                           |
| Gerunziu            | perfect             | tresavši                                                                      |
| Participiu activ    | Participiu activ    | tresao, tresla, treslo, tresli, tresle, tresla                                |
| Participiu pasiv    | Participiu pasiv    | tresen, tresena, treseno, treseni, tresene, tresena „scuturat, -tă, -ți, -te” |

Observații:
1. Verbele neregulate sunt numeroase, ca și schimbările fonetice provocate de sufixe și desinențe.
2. Verbul auxiliar al perfectului compus este forma de indicativ prezent a verbului biti „a fi”, care are și forme scurte, neaccentuate, cele care apar mai sus. Pentru scoaterea mai puternică în evidență a persoanei, precum și în întrebări se folosesc formele accentuate ale verbului auxiliar: Mi jesmo sve završili „Noi am terminat totul”, Jeste li čuli? „Ați auzit?”.
3. La formele compuse (perfect compus și condițional), participiul activ se acordă în gen și număr cu subiectul.
4. Viitorul se formează în general din infinitivul fără i-ul final al verbului, urmat de forma scurtă, neaccentuată a verbului htjeti „a vrea” la indicativ prezent (Pjevat ćeš „Vei cânta”), dar în prezența pronumelui personal subiect, auxiliarul ajunge înaintea verbului, care ia în acest caz forma completă a infinitivului: Ti ćeš pjevati. „Tu vei cânta.”
5. Conjunctivului prezent românesc îi corespunde indicativul prezent în propoziții imperative la persoana a III-a (Neka mi piše! „Să-mi scrie!”) și în propoziții subordonate: Ne bi to smio biti razlog da se počnemo svađati „N-ar trebui ca acesta să fie un motiv să începem a ne certa”.

Forme mai puțin folosite:
- Viitorul II se formează din indicativul prezent al verbului biti „a fi” + participiul activ: budem tresao „voi fi scuturat”. Este folosit în propoziții subordonate. Cel al verbelor imperfective exprimă o acțiune simultană cu cea a unui verb la viitorul I, iar cel al verbelor perfective – o acțiune anterioară celei a unui verb la viitorul I.
- Aoristul [tresoh „(eu) scuturai”], corespunzător perfectului simplu, este folosit în principal în narațiunea literară, pentru exprimarea acțiunilor trecute terminate, ca în limba română. În limba vorbită, cu aceeași valoare se folosește perfectul compus al verbelor perfective.
- Imperfectul (tresijah „scuturam”) se folosește numai în limba literară. În vorbire, în locul imperfectului se folosește perfectul compus al verbelor imperfective.
- Mai mult ca perfectul se formează în două feluri: din imperfectul verbului biti „a fi” + participiul activ (bijah/bjeh pisao „scrisesem”) sau din perfectul compus al verbului biti + participiul activ (bio sam pisao). Exprimă o acțiune trecută înaintea altei acțiuni trecute. În propoziție subordonată se înlocuiește de obicei cu perfectul compus.
- Condiționalul perfect se formează din condiționalul prezent al verbului biti și participiul activ al verbului cu sens lexical: bio bi tresao „ar fi scuturat”. Când exprimă posibilitatea în trecut, de obicei se înlocuiește cu condiționalul prezent, și atunci timpul se deduce din context.

#### Adverbul
Ca în limba română, și în croată există adverbe primare, precum sad(a) „acum” și tamo „acolo”, dar majoritatea provin din alte clase gramaticale, în primul rând din adjective:
- Forma de nominativ singular neutru a unor adjective cu formă scurtă se folosește și ca adverb, de exemplu: brzo „rapid, repede”.
- Forma de nominativ singular masculin a unor adjective cu formă lungă terminate în -skī devine adverb prin scurtarea vocalei finale: bratskī „frățesc” > bratski „frățește”.

Se mai formează adverbe de la:
- substantiv: ljeto „vară” > ljetos „vara trecută”, ljeti „vara, în timpul verii”;
- pronume: nas „pe noi” > naški „în felul nostru”;
- numeral:
  - cardinal: jedan „unu” > jednom „1. o dată; 2. odată, cândva”;
  - ordinal: drugi „al doilea” > drugo „în al doilea rând”;
- verb: ležati „a sta culcat” > ležećke „în poziția culcat”.

Pe lângă cele simple (exemplele de mai sus) se mai formează adverbe și prin compunere:
- prepoziție + substantiv la cazul cerut de prepoziție: bez „fără” + trag „urmă” > bestraga „fără urmă”;
- prepoziție + adjectiv: na „pe” + sljep „orb” > nasljepo „fără a se uita; orbește”;
- prepoziție + numeral: iz „din” + prvi „prim” > isprva „mai întâi, la început”;
- prepoziție + pronume: sa „cu” + sve „tot” > sasvim „cu totul, total”;
- prepoziție + adverb: na „pe” + gore „sus” > nagore „în sus”;
- adverb + adverb: amo-tamo „ici-colo”.

Adverbele de mod, de cantitate și unele de timp și de loc au grade de comparație. Comparativul de superioritate are forma comparativului adjectivelor corespunzătoare la nominativ neutru singular, iar superlativul relativ de superioritate se formează cu același prefix. Exemplu: brzo „repede” > brže „mai repede” > najbže „cel mai repede”. Câteva adverbe au drept comparativ alt cuvânt: mnogo „mult” – više „mai mult”, malo „puțin” – manje, loše (sinonim zlo) „rău” – gore.

##### Adverbe interogative
Întrebările referitoare la diferite complemente circumstanțiale încep cu următoarele adverbe: kad(a)? „când?”, gdje? „unde?”, kamo? „încotro?”, kud(a)? „pe unde, pe ce cale?”, odakle? „de unde?”, kako? „cum?”, koliko? „cât?”, zašto? „de ce (din ce cauză; cu ce scop)?”.

##### Adverbe nehotărâte
De la adverbe interogative se formează adverbe nehotărâte cu aceleași elemente cu care se formează și pronume nehotărâte:
- nekad(a) „cândva”, negdje „undeva”, nekamo „undeva” (spre un loc nedeterminat), nekuda „pe oriunde, pe orice cale”, nekako „cumva”;
- ikad(a), igdje, ikamo, ikuda, ikako – sensurile precedente, implicând ideea de „măcar”;
- nikad(a) „niciodată”, nigdje „niciunde”, nikamo „niciunde” (spre niciun loc), nikako „nicicum”, nizašto „pentru nimic”;
- svakad „totdeauna”, svugdje „peste tot”, svukuda „peste tot” (spre toate direcțiile), svakako „în toate felurile”;
- ponekad „câteodată”, ponegdje „ici-colo”;
- kojekud(a) „oriîncotro, încoace și încolo”, kojekako „în vreun fel, cumva”;
- kadgod „cândva, uneori”, gdjegod „undeva, oriunde”.

Se mai formează și locuțiuni adverbiale nehotărâte cu particule având sensul „ori-”, cu care se formează și locuțiuni pronominale nehotărâte: ma kad(a) = bilo kad(a) „oricând”, ma kako = bilo kako „oricum”, ma gdje = bilo gdje „oriunde”, ma kuda = bilo kuda „pe oriunde”.

#### Prepoziții
Formând complemente și atribute împreună cu substantive sau pronume, cele mai multe prepoziții se folosesc cu un singur caz al substantivului/pronumelui:
- cu genitivul: bez ”fără”; blizu „în apropierea”; do „până la”; duž „de-a lungul, în lungul”; ispod „sub, de sub”; ispred „în fața, din fața”; iz „din, de la”; iza „dincolo de, în spatele”; između „între, dintre, printre”; iznad „deasupra, de deasupra”; kod „la, lângă”; pored „alături de”; poslije „după” (în timp); prije „înainte de” (în timp); protiv „împotriva”; radi „în scopul”; umjesto „în locul”; usred „în mijlocul”; zbog „din cauza”;
- cu dativul: k(a) „spre”;
- cu acuzativul: kroz „prin, printre, peste”; niz(a) „în josul”; uz(a) „lângă, aproape de, în apropiere de, în preajma, în susul, în contra, cu, alături de”;
- cu locativul: prema „către”; pri „cu ocazia, în momentul”, „(de) pe lângă”.

Alte prepoziții se folosesc cu două sau chiar trei cazuri, în funcție de sensul lor sau de natura verbului regent:
| Prepoziție | Caz          | Condiții de folosire                                          | Exemplu                                                                                |
| ---------- | ------------ | ------------------------------------------------------------- | -------------------------------------------------------------------------------------- |
| među       | acuzativ     | cu verb care exprimă deplasarea spre un loc                   | Umješao se među ljude „S-a amestecat printre oameni”                                   |
| među       | instrumental | cu verb care nu exprimă deplasarea sau deplasarea spre un loc | Šetao je među drvećem „Se plimba printre copaci”                                       |
| na         | acuzativ     | cu verb care exprimă deplasarea spre un loc                   | Golub je sletio na krov „Porumbelul a zburat pe acoperiș”                              |
| na         | locativ      | cu verb care nu exprimă deplasarea sau deplasarea spre un loc | Golub je na krovu „Porumbelul e pe acoperiș”                                           |
| nad(a)     | acuzativ     | cu verb care exprimă deplasarea spre un loc                   | Nad njega su se spustile zelene grane „Deasupra lui s-au lăsat ramuri verzi”           |
| nad(a)     | instrumental | cu verb care nu exprimă deplasarea sau deplasarea spre un loc | Nad selom su se crnjeli kišni oblaci „Deasupra satului se înnegreau nori de ploaie”    |
| o          | acuzativ     | cu verb care exprimă deplasarea spre un loc                   | Ne udaraj glavom o zid „Nu te da cu capul de perete”                                   |
| o          | locativ      | cu verb care nu exprimă deplasarea sau deplasarea spre un loc | Torba visi o klinu „Tolba atârnă de (un) cui”                                          |
| pod(a)     | acuzativ     | cu verb care exprimă deplasarea spre un loc                   | Sjeo je pod lipu „S-a așezat sub tei”                                                  |
| pod(a)     | instrumental | cu verb care nu exprimă deplasarea sau deplasarea spre un loc | Odmarao se pod lipom „Se odihnea sub tei”                                              |
| pred(a)    | acuzativ     | cu verb care exprimă deplasarea spre un loc                   | Dječak je stavio pred sebe malu stolicu „Băiețelul și-a pus o măsuță înaintea lui”     |
| pred(a)    | instrumental | cu verb care nu exprimă deplasarea sau deplasarea spre un loc | [...] što se događa pred njegovim očima „[...] ce se întâmplă în fața ochilor săi”     |
| s(a)       | genitiv      | exprimarea complementului de loc ce răspunde la „de pe ce?”   | Crijep je pao s krova „Țigla a căzut de pe acoperiș”                                   |
| s(a)       | instrumental | exprimarea complementului circumstanțial sociativ             | Susreo sam se s njim „M-am întâlnit cu el”                                             |
| u          | genitiv      | exprimarea posesiei                                           | U Milice duge trepavice „Milica are gene lungi”                                        |
| u          | acuzativ     | cu verb care exprimă deplasarea spre un loc                   | Idemo u šumu „Mergem în pădure”                                                        |
| u          | locativ      | cu verb care nu exprimă deplasarea sau deplasarea spre un loc | U šumi se čuje cvrkut ptica „În pădure se aude ciripitul păsărilor”                    |
| za         | genitiv      | exprimarea unei perioade de timp                              | Za moje mladosti život je bio mirniji „Pe vremea tinereții mele viața era mai pașnică” |
| za         | acuzativ     | cu verb care exprimă deplasarea spre un loc                   | Mjesec se sakrio za oblake „Luna s-a ascuns după nori”                                 |
| za         | instrumental | cu verb care nu exprimă deplasarea sau deplasarea spre un loc | Za kućom je bio lijep voćnjak „În spatele casei era o livadă frumoasă”                 |

Observație: În cazul unor prepoziții există alternanță -a ~ ∅. Vocala a este adăugată prepoziției cu scopul pronunțării mai ușoare, atunci când cuvântul următor începe cu aceeași consoană ca cea cu care se termină prepoziția, cu o consoană de același tip sau cu un grup de consoane: s njim „cu el”, dar sa šalom „cu o glumă”, sa mnom „cu mine”.

#### Particule și modalizatori
Particula și modalizatorul sunt considerate în gramaticile croate ca o parte de vorbire aparte. Sunt definite drept cuvinte invariabile care indică atitudinea vorbitorului față de conținutul exprimării. Multora dintre ele în română le corespund adverbe sau locuțiuni adverbiale.
Particule interogative
- Particula li este neaccentuată și apare mai ales după un verb, care poate fi și auxiliar: Vidiš li? „Vezi?”, Jesi li pjevao? „Ai cântat?”, Neće li doći? „(Oare) n-o să vină?” Este folosită și după pronume sau adverbe interogative, ca întărire a acestora: Gdje li se samo skrila? „Unde s-o fi ascuns?”, Što li nam vrijeme nosi? „Oare ce ne aduce timpul?” Această particulă poate întări și un îndemn sau o exclamație: Trči li, trči! „Fugi, fugi!” Lijepa li si! „Ce frumoasă ești!”
- Particula zar se găsește totdeauna la început de propoziție, întărind interogația și exprimând în același timp îndoiala sau mirarea: Zar ne vidiš? „Păi nu vezi?”, Zar ste zaista otišli? „Ați plecat într-adevăr?” Zar + ne adăugate unei propoziții enunțiative, o transformă pe aceasta în propoziție interogativă: Vidio si ga, zar ne? „L-ai văzut, nu?”

Particule intensificatoare:
Pokloni mu bar neku sitnicu „Dăruiește-i măcar un mărunțiș”;
Tko god dođe, bit će svečano primljen „Oricine ar veni, va fi întâmpinat solemn”;
I on je došao „Și el a venit”;
Iako su radili cijeli dan, ipak nisu stigli završiti posao „Deși au lucrat toată ziua, totuși n-au reușit să termine treaba”;
Ma kako odlučila, ja sam uz tebe „Oricum ai hotărî, eu sunt alături de tine”;
Makar jednom budi sretan „Măcar o dată să fii fericit”;
Nisu vjerovali ni njemu! „Nici pe el nu l-au crezut!”;
Pa naravno! „Păi firește!”;
Samo da znaš što se dogodilo! „De-ai ști ce s-a întâmplat!”;
Samo ti pričaj! „Poți să tot vorbești!”;
On je također sudjelovao „El a colaborat de asemenea”.
Particule de grad
Aceste particule exprimă gradul unei calificări: gotovo „aproape”, jedva „abia”, još „și (mai)”, malo „puțin”, mnogo „cu mult”, naročito „mai ales”, osobito „deosebit de”, posve „cu totul”, potpuno „pe de-a-ntregul, complet”, previše „prea”, prilično „considerabil de”, sasvim „cu totul”, skoro „aproape”, veoma „foarte”, vrlo „foarte”. Exemple în propoziții: Ona je mnogo veća „Ea este cu mult mai mare”, Bio je vrlo malen „Era foarte mic”.
Particule incitative
- Particula da + verb la persoana a doua a indicativului prezent exprimă un îndemn: Da samo znaš što je napravio! „Trebuie să știi ce a făcut!” Cu persoana a doua a perfectului compus exprimă un ordin: Da si smjesta došao! „Să vii imediat!”
- Particula neka exprimă un îndemn (Neka dođu! „Să vină!”), o permisiune (Neka radi što hoće! „Să facă ce vrea!”) sau un îndemn la a permite (Neka se djeca vesele! „Las' să se distreze copiii!”), cu referire la o terță persoană.
- Particula hajde este sinonimă cu forma de persoana a 2-a singular a imperativului verbului doći „a veni” (Hajde, vlak nas neće čekati! „Hai(de), trenul n-o să ne aștepte!”), dar servește și la încurajare: Hajde, izdrži još malo! „Hai, mai rezistă puțin!”[47].

Particule afirmative și negative:
Da, doći ćemo „Da, vom veni”;
Jest, javio mi je vijest „Da, mi-a anunțat vestea”;
Ne, nije došao „Nu, n-a venit”;
Ne pitaj me to! „Nu mă întreba asta!”
Particule prezentative
- Particulele evo, eto, eno „iată, uite” exprimă trei grade de depărtare, ca pronumele-adjective demonstrative: Evo čovjeka! „Iată omul!” (aproape de vorbitor); Eto ti Marije, pa s njom možeš izaći! „Uite-o pe Marija! Poți ieși cu ea.” (aproape de interlocutor); Eno našega profesora! „Uite-l pe profesorul nostru!” (nici aproape de vorbitor, nici aproape de interlocutor). Folosită cu pronumele personale, evo se referă la persoana I, eto la a II-a, iar eno la a III-a: Evo mene! „Iată-mă!”; Eto tebe! „Iată-te!”; Eno njega! „Iată-l!” Aceste particule pot să se refere și la o propoziție sau o frază întreagă: Eto, sve sam vam rekao! „Iată, v-am spus totul!”; Evo, to je sve što znam! „Iată, asta e tot ce știu!”
- Particula gle: Gle psa! „Uite câinele!”

Modalizatori:
Pas je doista vrlo sličan vuku „Câinele seamănă într-adevăr foarte mult cu lupul”;
To je sigurno najbolje rješenje „Aceasta este sigur cea mai bună soluție”;
On to, naravno, nije ni mogao znati „Asta, firește, nici nu putea s-o știe”;
Njihove su riječi, dakako, mnogo pomogle da se stvar razjasni „Bineînțeles, cuvintele sale au ajutat mult la lămurirea chestiunii”;
To se, vjerojatno, nikad neće saznati „Asta, probabil, nu se va afla niciodată”;
Danas će, možda, padati kiša „Poate astăzi va ploua”;
Istina, on o svemu tome nije imao ni pojma „Adevărul e că despre toate astea el nici habar nu avea”.

### Sintaxă
Această secțiune prezintă principalele caracteristici ale sintaxei limbii croate în comparație cu cele ale românei, privitor la tipurile de propoziții, părțile de propoziție, topica în aceasta și câteva propoziții subordonate.

#### Propoziția

##### Propoziția negativă
Negarea predicatului se face în general cu particula negativă ne plasată înaintea sa: Ja na pitanja ne odgovaram „Eu la întrebări nu răspund”. Cu unele verbe, ne se îmbină, neschimbată cu verbele imati și htjeti, care își pierd prima silabă: imam „am” → nemam „n-am”, hoću „vreau” → neću „nu vreau”. Cu indicativul prezent al verbului biti, ne ia forma ni-: (je)si „ești” → nisi „nu ești”.
Imperativul negativ se poate forma în două feluri:
- ne + forma afirmativă a imperativului: Ne ljutite se! „Nu vă supărați!”;
- verbul auxiliar nemoj + infinitivul: Nemojte se ljutiti!

Nemoj poate înlocui orice verb la imperativ negativ, care se înțelege din context: Nemojmo, braćo! „Să nu facem asta, fraților!”
Corespunzătoarea lui „nici” este particula ni corelată cu alt(e) cuvânt/cuvinte negativ(e) sau cu ea însăși: Nigdje se dosada takvo šta nije vidjelo ni čulo! „Niciodată până acum nu s-a văzut, nici nu s-a auzit așa ceva!”, Zatvorenik ne može birati ni goste ni prijatelje „Prizonierul nu-și poate alege nici oaspeții, nici prietenii”. „Nici” se exprimă cu i înaintea lui ne: Ali njih nitko i ne gleda „Dar la ei nici nu se uită nimeni”. Particula ni servește ca element prim de compunere și la formarea de pronume și adverbe nehotărâte: Nitko ništa nije krio! „Nimeni nu ascundea nimic!”, I nigdje nema nikoga! „Și nu e nimeni nicăieri!”. Prepozițiile despart particula ni de pronume/adverb: Ne možeš me zamijeniti ni sa čim „Nu mă poți înlocui cu nimic”.

##### Propoziția interogativă
Interogația totală se poate exprima prin intonație interogativă fără alt mijloc, dar și cu particule interogative. Exemple:
Ima li tu blizu kakva prazna cisterna? „Este prin apropiere vreo cisternă goală?”;
Da li vi to shvaćate? „Înțelegeți oare asta?”;
Je li se ujutro umivaš? „Te speli dimineața?”;
Da niste vi danas nešto slavili? „Nu cumva ați sărbătorit ceva astăzi?”;
Zar misliš da je desetak godina vrijeme u kojem se može sve zaboraviti? „Crezi (oare) că vreo zece ani sunt destulă vreme ca să se poată uita totul?”.
În astfel de propoziții se pot folosi unele pronume nehotărâte formate cu i-. Acesta implică sensul „măcar, cel puțin”: Je li išta pojeo?, echivalent cu Je li makar nešto pojeo? „A mâncat măcar ceva?”, Je li te itko čuo?, echivalent cu Je li te makar netko čuo? „Te-a auzit măcar cineva?”
Interogația parțială se exprimă cu pronume și adverbe interogative corespunzătoare părților de propoziție la care se referă (vezi mai sus Pronume și adjective pronominale interogativ-relative și Adverbe interogative).

##### Propoziția exclamativă
Acest fel de propoziție se poate de asemenea exprima nu numai prin intonație, ci și cu ajutorul particulei li folosită în principal pentru interogație (Lijepa li si! „Ce frumoasă ești!”) și cu o particulă specifică, ta: Ta nismo više djeca! „Doar nu mai suntem copii!”

##### Propoziția imperativă
În general, acest tip de propoziție exprimă ordinul sau interdicția, cu predicatul la imperativ: Pogledaj mi ruke! „Uită-te la mâinile mele!”, Nemojte se ljutiti na njih! „Nu vă supărați pe ei!”
Sunt și construcții cu predicatul la alte forme:
- da + indicativ prezent, referitor la persoana a treia: Odmah da dođu svi ovamo! „Imediat să vină toți încoace!”;
- da + indicativ perfect compus, referitor la persoana a II-a [ordin sau interdicție mai categoric(ă)]: Da si se smjesta vratio kući! „Imediat să te întorci acasă!”, Da se nisi ni maknuo, jesi li čuo! „Nici să nu te miști, ai auzit?!”

Un alt tip de propoziție imperativă exprimă o urare sau o dorință:
- cu predicatul la participiul activ[51]: Vrag ga odnio! „Să-l ia dracu’!”, Zdravi i veseli bili! „Să fiți sănătoși și veseli!”;
- cu da + indicativ prezent: Da si mi zdrav! „Să-mi fii sănătos!”;
- cu particula nek(a) + indicativ prezent: Neka mi piše! „Să-mi scrie!”;
- cu kad(a) + condițional prezent: Samo kad ne bih ovdje morao sjediti [...] „Numai de n-ar trebui să șed aici [...]”.

##### Părți de propoziție
Subiectul gramatical este la cazul nominativ dacă este exprimat prin substantiv sau pronume. Dat fiind că în limba croată persoanele se disting foarte bine prin desinențele verbale, nu este necesar ca subiectul să fie exprimat totdeauna printr-un cuvânt aparte; se exprimă prin pronume personal numai când este scos în evidență. Exemple: Odlazim „Plec” (subiect inclus), Slično sam mislio i ja „La fel mă gândeam și eu” (subiect exprimat și prin pronume).
Cu predicatul exprimat prin verbele biti „a fi” și imati cu sensul „a exista” folosite impersonal, sau prin particula prezentativă evo, există un subiect logic, care poate fi și la alte cazuri decât nominativul:
- la genitiv: Bit će bune „Va fi răscoală”, U uglovima ima dima „În colțuri este fum”, Evo romana mog kreveta „Iată romanul patului meu”;
- la dativ: Zima mi je „Mi-e frig”.

Predicatul poate fi verbal sau nominal. Numele predicativ, dacă este o parte de vorbire nominală, poate fi nu numai la nominativ (ex. Ja jesam vještac „Eu chiar sunt vrăjitor”), ci și la alt caz. Cu verbul copulativ biti poate fi:
- un grup nominal la genitiv fără prepoziție: Starac je [...] bio dobre volje „Bătrânul [...] era binevoitor”;
- un substantiv cu prepoziție: Ja sam bez volje „Eu sunt fără voință” (la genitiv), Još ste vi u snazi „Mai sunteți în putere” (la locativ).

Cu alte verbe copulative, de exemplu postati „a deveni”, numele predicativ poate fi la instrumental fără prepoziție: Zidovi su postajali sve tamnijima „Zidurile deveneau tot mai întunecate”.
Subiectul și predicatul se acordă între ele în număr și persoană, iar la formele verbale la care se folosește participiul activ, acordul se face și în gen: Gazdarica je ustala „Stăpâna casei s-a sculat”. Lipsește însă acordul în construcția prezentativă cu pronume demonstrativ ca subiect, care rămâne invariabil, la neutru nominativ singular, și predicatul nominal cu verbul copulativ biti: Ovo je moj drug „Acesta e colegul/tovarășul meu”, No, to bi bila lijepa parada! „Ei, asta ar fi o paradă frumoasă!”.
Complementul direct este în general la acuzativ, ca în română: Htio sam razveseliti tetku „Am vrut s-o înveselesc pe mătușa”. Complementul direct este însă la genitivul numit „partitiv” când se subînțelege o cantitate nedefinită a ceea ce numește complementul: Čovjek ima snage onoliko koliko mora imati snage da bi izdržao do svojega kraja „Omul are atâta putere, câtă putere trebuie să aibă ca să reziste până la sfârșitul său”.
Complementul indirect poate fi la diferite cazuri, în afara nominativului și vocativului, în funcție de regimul verbului regent:
- la genitiv fără prepoziție (de regulă cerut de verbe reflexive): Sjećate li se Tanje? „Vă amintiți de Tania?”;
- la genitiv cu prepoziție: Sve zavisi od rezultata „Totul depinde de rezultat”;
- la dativ (fără prepoziție): Brat bratu, otac sinu, sin ocu neće više vjerovati „Fratele pe frate, tatăl pe fiu, fiul pe tată n-o să-l mai creadă”;
- la acuzativ (cu prepoziție): Bacio se čovjek u trošak „S-a băgat omul în cheltuieli”;
- la instrumental fără prepoziție: Čitava kuća je najednom zamirisala kruhom „Dintr-odată toată casa a mirosit a pâine”;
- la instrumental cu prepoziție: S poteškoćama se nije lako boriti „Cu greutățile nu e ușor să te lupți”;
- la locativ (cu prepoziție): Sve govore o srcu [...] „Toate vorbesc despre inimă [...]”.

În privința complementului circumstanțial de loc exprimat prin substantiv sau pronume, este de menționat folosirea cazurilor acuzativ și locativ. Primul se folosește cu verbe care exprimă deplasarea spre un loc, al doilea – cu verbe care nu exprimă deplasarea în general sau nu deplasarea spre un loc (vezi mai sus Prepoziții).
Și adjectivele care pot avea complement își au regimul lor. De exemplu krcat „încărcat, plin până la refuz” cere instrumentalul (krcat košarama „încărcat cu coșuri”), željan „doritor” – genitivul (Dečko bio željan svijeta „Copilul era doritor să vadă lumea”), umoran „obosit” – genitivul cu prepoziția od. Tot genitivul cu od poate fi folosit după adjectivele la gradul comparativ: Kamen je tvrđi od zemlje „Piatra este mai tare decât pământul”.
Atributul substantival sau pronominal poate fi la genitiv fără prepoziție (ugao ulice „colțul străzii”, čaša vina „un pahar de vin”, čovjek dobre naravi „om cu caracter bun”), la genitiv cu prepoziție (kutija od šibica „cutie de chibrituri”) sau la alt caz cu prepoziție: žena s madežom „femeia cu aluniță” (instrumental).

##### Topica
Topica depinde de rolul semantic, de temă sau de remă, care i se dă uneia sau alteia din părțile propoziției și/sau de intenția vorbitorului de a scoate sau nu în evidență o parte sau alta.

###### Topica fără scoatere în evidență
Deși în limba croată topica este destul de liberă, ea rămâne o limbă SVO, adică topica este subiect + predicat + complement direct sau indirect, în următoarele condiții:
1. Și subiectul și complementul sunt cunoscute de interlocutori, deci nu se pune problema rolurilor de temă și de remă.
2. Propoziția este enunțiativă afirmativă.
3. Subiectul este exprimat printr-un cuvânt aparte.
4. Predicatul constă dintr-un singur cuvânt și este exprimat prin verb.
5. În propoziție există un singur complement direct sau indirect.
6. Propoziția este neutră, adică nu este scoasă în evidență niciuna din părțile de propoziție.
7. Din punct de vedere prozodic, toate trei părțile de propoziție sunt accentuate.

Exemplu: Narod glasa za republiku „Poporul votează pentru republică”.
Aceeași este topica dacă, rămânând îndeplinite condițiile 2-7, de exemplu propoziția de mai sus răspunde la întrebarea „Ce face poporul?”, adică în răspuns subiectul este tema, iar predicatul + complementul rema. De regulă, tema precede rema.
În alte situații, topica poate fi diferită.
Dacă subiectul este rema, el ajunge după predicat: Za republiku glasa narod „Pentru republică votează poporul”.
Dacă complementului i se atribuie rolul de temă, el ajunge pe locul întâi: Slavko vidi Olgu. Olgu vidimo i mi „Slavko o vede pe Olga. Pe Olga o vedem și noi”.
Dacă predicatul este un așa-zis „verb existențial”, ordinea este predicat + subiect: Pojavilo se sunce „A apărut soarele”.
Dacă predicatul este o particulă, el de asemenea stă pe primul loc: Evo romana mog kreveta (subiect logic la genitiv) „Iată romanul patului meu”.
Dacă predicatul exprimă existența sau disponibilitatea subiectului, iar complementul este unul circumstanțial de loc sau de timp, acesta se plasează înaintea predicatului, iar subiectul după: Na stolu leži knjiga „Pe masă stă o carte”, U frižideru ima šunke (subiect logic la genitiv) „În frigider este șuncă”.
Dacă în propoziție sunt două complemente, ambele stau după predicat: Perušina pruži materi ruku „Perušina întinde mâna către maică-sa”.
Dacă în propoziție există unul sau două complemente circumstanțiale exprimat(e) prin adverb(e), acesta stă / acestea stau:
- înaintea predicatului, când acesta este la o formă simplă: Dragonoška malo jede „Dragonoška mănâncă puțin”;
- între verbul auxiliar și partea predicatului care poartă sensul lexical, când acesta este la o formă compusă: Mjesec će noćas kasno izaći „Luna va răsări târziu la noapte”.

Alte părți de propoziție stau în general cât mai aproape de cuvântul care le subordonează.
Atributul adjectival stă înaintea cuvântului determinat: Lišće pada u otvoren bunar „Frunzele cad în fântâna deschisă”.
Dacă un cuvânt are mai multe atribute adjectivale, toate stau înaintea cuvântului determinat, cele cu un sens mai larg precedându-le pe cele cu un sens mai restrâns: Spomenuo bih još neka terminološka rješenja, dijelom preuzeta iz prethodne hrvatske gramatičarske tradicije „Aș mai aminti încă câteva rezolvări terminologice, preluate parțial din tradiția gramaticală croată anterioară”.
Când un adjectiv pronominal și unul propriu-zis determină același cuvânt, primul îl precede pe al doilea: Pokupit će tvoje bijelo platno „Va cumpăra pânza ta albă”.
Adverbele cu funcția de complement al adjectivului stau înaintea acestuia: Ljudi su ga upotrebljavali u sasvim druge svrhe „Oamenii îl foloseau în cu totul alte scopuri”.
Atributul substantival și cel adverbial stă după cuvântul determinat: Tišina nad Aljmašem ogromna je „Liniștea de deasupra Aljmašului este uriașă”, Vratio sam se na poziv odavde „M-am întors la o chemare de aici”.

###### Topica cu scoatere în evidență
Orice parte de propoziție poate fi scoasă în evidență prin accentuarea sa mai puternică și plasarea ei în altă poziție decât cea pe care o ocupă atunci când nu este scoasă în evidență.
- Cu complement în propoziție, subiectul se scoate în evidență prin plasarea sa după predicat, iar a complementului înaintea predicatului: Šunku donosi Slavko „Șunca o aduce Slavko”.
- Fără complement în propoziție, pentru a scoate în evidență predicatul, acesta se plasează înaintea subiectului: Uređuju željezničari „Fac ordine feroviarii”.
- Având complement, predicatul se scoate în evidență plasându-l după complement: Slavko Olgu prezire „Slavko pe Olga o disprețuiește”.
- Numele predicativ se scoate în evidență plasându-l înaintea verbului copulativ: Dug je život! „Lungă mai e viața!”.
- Pentru a scoate în evidență complementul direct, acesta se plasează înaintea predicatului: Republikance vodi Stipa „Pe republicani îi conduce Stipa”, Ova knjiga zlata vrijedi „Aur valorează cartea aceasta”.
- Complementul circumstanțial este scos în evidență prin plasare la începutul propoziției: Sa svakim nešto dijeliš „Cu fiecare împarți ceva”.
- Atributul adjectival se scoate în evidență prin plasarea sa după cuvântul determinat: Ivina kuća ima pročelje visoko „Casa lui Ivo are fațadă înaltă”.

###### Locul cliticelor
Encliticele stau de regulă imediat după primul cuvânt accentuat din propoziția din care fac parte: Mi te ništa ne pitamo „Noi nu te întrebăm nimic”, Vratio sam se u sobu „M-am întors în cameră”, Jeste li dobro putovali? „Ați călătorit bine?”. Ele mai pot sta și după conjuncții care leagă propoziții, sau după alte cuvinte care introduc subordonate, chiar neaccentuate, în afară de i „și” și a „iar”: Neki su kolege već dobili upalu ... pa su ih operirali „Unii colegi au făcut inflamație și i-au operat”, Kako ste saznali da ću biti u Zagrebu? „Cum ați aflat că voi fi în Zagreb?”, Nikada nisam znao gdje sam „Niciodată n-am știut unde sunt”.
Când sunt mai multe enclitice diferite care se succed, ordinea lor este:
- particula li + verb auxiliar + pronume personal: Pitam se da li ćete mu vi moći pomoći „Mă întreb dacă veți putea voi să-l ajutați”;
- pronume personal + verbul auxiliar je: Vidio ga je samo jednom „L-a văzut numai o dată”;
- altă formă enclitică de verb auxiliar + pronume personal: Znao sam da ćete je potražiti „Știam că o veți căuta”.

Când sunt asociate două pronume personale neaccentuate, inclusiv cel reflexiv:
- în dativ + în acuzativ: Dajte mi ga! „Dați-mi-l!”, On joj se nasmješao „El i-a zâmbit”;
- în dativ + în genitiv: Žao mi ga je „Îmi pare rău de el”;
- în genitiv + în acuzativ: Djeca su ga se nagledala „Copiii s-au săturat să se mai uite la el”.

Procliticele se plasează în felul următor:
- prepozițiile înaintea cuvântului cu care formează un complement sau un atribut: Pismo je držao u ruci „Scrisoarea o ținea în mână”;
- conjuncțiile înaintea cuvântului pe care îl leagă de cel precedent sau pe primul loc al propoziției pe care o leagă de alta: Plač i glad na sve strane „Plânset și foame în toate părțile”, Moram priznati da će i to biti lijepo „Trebuie să recunosc că și asta va fi frumos”, Ako ga sretneš, pozdravi ga i od mene „Dacă-l întâlnești, salută-l și din partea mea”;
- particula ne înaintea cuvântului negat: Ne marim ja za to „Nu-mi pasă mie de asta”. În cazul predicatului la o formă compusă, verbul auxiliar îl urmează pe ne, unit cu acesta în cazul unor forme (vezi mai sus Propoziția negativă), separat la condițional: Kad bi se ljepota sastojala samo u veličini, onda se vodopadi ne bi mogli mjeriti sa Nijagarom „Dacă frumusețea ar sta numai în mărime, atunci cascadele nu s-ar putea măsura cu Niagara”.

#### Propoziții subordonate
Iată câteva construcții diferite de cele din română ale unor propoziții subordonate.
Propoziția circumstanțială de scop poate fi construită în mai multe feluri:
- Cea mai simplă este una asemănătoare cu cea din română, când conjuncția subordonatoare este da, însă predicatul este la indicativ prezent cu valoarea conjunctivului din română: Izađe da se prošeta gradom[54] „Iese în oraș să se plimbe”.
- Înaintea conjuncției poate fi adverbul zato „de aceea” sau pronumele demonstrativ to cu prepoziția radi „pentru”: Oči su zato da gledaju „Ochii sunt ca să privească”, Dječak požuri radi toga da prije mraka stigne kući „Copilul se grăbește ca să ajungă acasă înainte de a se întuneca”.
- Cu conjuncția da, predicatul acestei subordonate poate fi și la condițional prezent: Možda sve ovo radim samo zato da bih pokazao svoju superiornost svijetu „Poate fac toate acestea numai ca să arăt lumii superioritatea mea”.
- Cu conjuncția kako, predicatul poate fi numai la condițional: Kako se dječak ne bi ugušio, oni na poklopcu ostave otvor velik kao šaka „Pentru ca să nu se înăbușească copilul, lăsară în capac o deschizătură cât palma”.
- Mai este și o construcție cu li și cu predicatul la condițional forma negativă, dar fără sens negativ: Ispuhujem dim cigarete u okno ne bih li ga barem malo zatamnio „Suflu fumul țigării spre geam, ca măcar puțin să-l întunec”.

Propoziția circumstanțială consecutivă poate avea predicatul la indicativ prezent (Škola je tako dosadna da svi jedva čekamo svježi zrak, slobodu „Școala e atât de plictisitoare, încât abia așteptăm aerul proaspăt, libertatea”) sau la condițional prezent cu valoarea conjunctivului românesc: Nisam ratnik da bih vjerovao u pobjedu „Nu sunt războinic, ca să cred în victorie”.
Propoziția circumstanțială condițională se poate introduce cu conjuncția ako și cu predicatul la indicativ prezent sau viitor (Ako pišeš, misli i na čitatelja „Dacă scrii, gândește-te și la cititor”, Ako ćete trčati, onda ćete steći kondiciju „Dacă veți alerga, veți avea condiție fizică”), ori la condițional: Ako bi itko u Grčkoj mogao reći da je star i sit života, onda bih ja to mogao reći „Dacă cineva din Grecia ar putea spune că e bătrân și sătul de viață, atunci eu aș putea s-o spun”. Această subordonată mai poate fi construită și cu conjuncțiile kad(a) cu condiționalul (Kada bi zemlja bila ravna, vidio bih Afriku [...] „Dacă pământul ar fi plat, aș vedea Africa [...]”), sau da cu indicativul: Da ga čujem, mislim da bih umrla „Dacă l-aș auzi, cred că aș muri”. Mai sunt și condiționale construite cu li, cu indicativul: Pišeš li, onda misli i na čitatelja „Dacă scrii, gândește-te și la cititor”.

#### Exprimarea cu infinitivul a procesului subordonat
În registrul de limbă îngrijit se obișnuiește să se exprime procesul subordonat cu infinitivul oricând este posibil, în general când subiectul său este același cu cel al verbului regent, și când acesta exprimă:
- o stare sufletească: Pa kako se nije bojao doći ovako po danu ovamo „Păi cum de nu s-a temut să vină așa pe ziuă încoace”;
- voința: On hoće spavati „El vrea să doarmă”;
- obligația subiectului verbului regent: Danas moramo otići po onu cijev [...] „Astăzi trebuie să mergem după țeava aceea [...]”;
- putința: Nije mogao izdržati „N-a putut rezista/să reziste”;
- începerea/încetarea unei acțiuni: Zašto sam – onako mlad – prestao pisati? „De ce am încetat să scriu așa de tânăr?”;
- succesul/insuccesul: Uspio sam ga uvjeriti „Am reușit să-l conving”;
- competența: Znale su mi mnoge noći oteti počinak „Au știut multe nopți să-mi răpească odihna”;
- încercarea: Pokušao sam pokrenuti udove „Am încercat să-mi mișc membrele”.

Tot cu infinitivul se exprimă procesul subordonat cu subiect nedefinit, atunci când verbul regent este impersonal și exprimă obligația, astfel exprimându-se o obligație generală: Prije svanuća treba sakriti pušku „Trebuie ascunsă pușca înainte de ivirea zorilor”, Valja spasavati obraz grada „Se cuvine să se salveze onoarea orașului”.

## Lexic

### Cuvinte moștenite
În limba croată se găsesc cuvinte slave vechi din variate domenii: svjet „lume”, drvo „copac, lemn”, jelen „cerb”, čovjek „om”, glava „cap”, mali „mic”, mjesto „loc”, britva „brici”, lov „vânătoare”, pepeo „cenușă”, orati „a ara”, krava „vacă”, tkati „a țese”, stol „masă”, prag „prag”, trgovati „a târgui”, put „drum”, boj „luptă”, otac „tată”, misao „gând”, plesati „a dansa”, crkva „biserică” etc..

### Cuvinte din dialecte
Limba croată standard fiind bazată pe dialectul štokavian, majoritatea cuvintelor provine din acesta, dar include și cuvinte din celelalte dialecte, de exemplu kukac „gâză” din cel kajkavian, sau spužva „burete” din cel čakavian.

### Formare de cuvinte

#### Derivare
Ca în română, de la un cuvânt bază, prin adăugarea unui sufix sau/și prefix, ori suprimarea unui sufix, se formează cuvinte din aceeași familie lexicală ca și cuvântul bază.

##### Derivare sufixală
Modul cel mai frecvent de derivare este adăugarea de sufix sau schimbarea de sufix, prin care se formează:
- substantive:
  - de la verbe:
    - nume de acțiune: izdavati „a publica, a edita” > izdavanje „publicare, editare”, početi „a începe” > početak „început”, šetati se „a se plimba” > šetnja „plimbare”, događati se „a se întâmpla” > događaj „întâmplare, eveniment”, ženiti se „a se însura” > ženidba „însurătoare”;
    - nume de agent: slušati „a asculta” > slušatelj „ascultător”, predavati „a preda, a conferenția” > predavač „cel care predă, conferențiar”, vladati „a domni” > vladar „domnitor”;

  - de la adjective: naivan „naiv” > naivnost, pun „plin” > punoća „starea de a fi plin, deplinătate”, tuđ „străin” > tuđica „cuvânt străin”, pijan „beat” > pijanstvo „beție, alcoolism”;
  - de la alte substantive:
    - substantive abstracte: susjed „vecin” > susjedstvo „vecinătate”;
    - nume de agent: zlato „aur” > zlatar „aurar”, folklor > folkloraš „membru de ansamblu folcloric”;
    - nume de locuitori: Kanada > Kanađanin „canadian”, Indija > Indijac „indian”;
    - substantive feminine: šef > šefica „șefă”, bog > boginja „zeiță”, kandidat > kandidatkinja;
    - diminutive: brod > brodić „vaporaș”, soba > sobica „cameră mică”;
    - augmentative: brod > brodina „vapor mare”;
- adjective:
  - de la substantive: mir „pace” > miran „pașnic”, društvo „societate” > društven „sociabil”, beton > betonski „de beton”, Amerika > američki „american”, miš > mišji „șoricesc, de șoarece”, lipa > lipov „de tei”;
  - de la verbe: plakati „a plânge” > plačljiv „plângăcios”, objasniti „a explica” > objašnjiv „explicabil”, pisati > pisaći (stol) „(masă de) birou” (literal „masă pentru scris”);
  - de la adverbe: tamo > tamošnji „de acolo”;
- verbe:
  - de la substantive: karta > kartati se „a juca cărți”, boja > bojiti „a colora”, mač „spadă” > mačevati se „a se lupta cu spada”, torpedo „torpilă” > torpedirati „a torpila”;
  - de la adjective: gladan „flămând” > gladnjeti „a flămânzi”, kiseo „acru” > kiseliti „a acri”;
  - de la alte verbe: gurati „a împinge” > gurkati „a împinge puțin”, pjevati „a cânta” > pjevuckati „a fredona”.

Iată un exemplu de familie lexicală formată prin sufixare. De la substantivul drvo „copac, lemn”, se formează astfel șase cuvinte, dintre care trei de la cuvinte deja sufixate:
- drvce „copăcel”
- drven „de lemn” > drvenjara „casă din lemn”
- drvar „tăietor de lemne” și/sau „vânzător de lemne”:
  - > drvarica „femeie care taie sau adună lemne”
  - > drvarnica „cămară de lemne”

##### Derivare regresivă
Este caracteristică pentru limba croată formarea de substantive de la verbe prin derivare regresivă, adică suprimarea sufixului de infinitiv. Exemplu: napadati „a ataca” > napad „atac”.

##### Derivare prefixală
Prefixarea este un procedeu mai puțin productiv decât sufixarea, dar este totuși un mijloc important de formare a cuvintelor.
În cazul verbului, prefixarea poate fi un procedeu:
- numai gramatical, atunci când schimbă doar aspectul unui verb, fără să-i schimbe sensul lexical;
- parțial gramatical și parțial lexical, când schimbă și aspectul, și sensul lexical (vezi mai sus Aspectele verbelor);
- numai lexical.

La alte părți de vorbire, prefixarea este numai lexicală, inclusiv în sensul că nu transferă cuvântul în altă clasă gramaticală.
Majoritatea prefixelor sunt prepoziții la origine și pot avea variante fonetice determinate de sunetul cu care începe cuvântul prefixat. Prin adăugarea unui prefix, se pot obține:
- substantive: učenik „elev” > suučenik „coleg de clasă”, predsjednik „președinte” > potpredsjednik „vicepreședinte” (prefixul pod- „sub”, cu desonorizarea lui [d] de către [p]);
- adjective:
  - diminutive: gluh „surd” > nagluh „puțin surd”, lud „nebun” > sulud „puțin nebun”;
  - augmentative: krasan „frumos” > prekrasan „foarte frumos, preafrumos”;
  - negative: sretan „fericit” > nesretan „nefericit”;
  - altele: posljednji „ultim” > pretposljednji „penultim” (prefixul pred- cu desonorizarea lui [d] de către [p]);
- pronume: tko „cine” > netko „cineva”, nitko „nimeni”;
- verbe: baciti „a arunca” > izbaciti „a arunca afară”, lijepiti „a lipi” > odlijepiti „a dezlipi”, pljuvati „a scuipa” > popljuvati „a scuipa pe”, dati „a da” > predati „a preda”, kazati „a zice” > pretkazati „a prezice”, letjeti „a zbura” > uletjeti „a zbura în (interiorul a ceva)”;
- adverbe: lako „ușor” > olako „(în mod) ușuratic”, daleko „departe” > predaleko „foarte departe”, jučer „ieri” > prekjučer „alaltăieri”.

##### Derivare parasintetică
Prin derivare parasintetică se formează cuvinte adăugându-se unui cuvânt bază un sufix și un prefix în același timp. Exemple:
- substantiv de la substantiv: do- „până la” + koljeno „genunchi” + -ica > dokoljenica „ciorap până la genunchi”;
- adjectiv de la substantiv: bez- „fără” + voda „apă” + -an > bezvodan „lipsit de apă”;
- verb de la substantiv: o- + bol „durere” + -jeti > oboljeti „a se îmbolnăvi”;
- verb de la adjectiv: o- + bez- + hrabar „curajos” + -iti > obeshrabriti (cuvânt cu două prefixe) „a descuraja”;
- adverb de la substantiv: po- + trbuh „burtă” + -ke > potrbuške „pe burtă”.

#### Compunere
În limba croată, compunerea este mai productivă decât în română. Se poate efectua prin:
- îmbinarea nemijlocită a două cuvinte: duhan „tutun” + kesa „pungă” > duhànkesa „pungă pentru tutun”;
- îmbinarea printr-o vocală de legătură, care este în general o: riba „pește” + o + lov „vânătoare” > rȉbolōv „pescuit”.

Elementele cuvântului compus pot fi:
- două substantive: duhankesa, ribolov;
- un substantiv și un adjectiv: krvožedan (< krv „sânge” + žedan „însetat”) „însetat de sânge”[66];
- un substantiv și un verb: dangubiti (< dan „zi” + gubiti „a pierde”) „a pierde vremea, a lenevi”;
- un numeral și un substantiv: dvostolica (< dva „doi” + stolica „scaun”) „scaun pentru două persoane”, prvoborac (< prvi „prim” + borac „luptător”) „luptător din primele zile (ale revoluției sau războiului)”;
- două numerale: dvadeset „douăzeci”;
- un verb și un substantiv: palikuća (< paliti „a aprinde” + kuća „casă”) „incendiator”[66];
- un adverb și un adjectiv: takozvani „așa-numit”;
- un adverb și un verb: zloupotrjebiti (< zlo „rău” + upotrjebiti „a folosi”) „a abuza de”[66];
- o prepoziție și un substantiv: nizbrdo (< niz „în jos” + brdo „deal”) „la vale”;
- o prepoziție și un adverb: udesno (< u „în” + desno „la/în dreapta”) „spre dreapta”;
- o prepoziție și un pronume: zatim „după aceea”.

Pe lângă aceste cuvinte compuse, care au un singur accent, există și compoziții cu elementele mai puțin sudate, în care fiecare își păstrează accentul propriu. Acestea se scriu cu cratimă: spȍmēn-plȍča „placă comemorativă”, drùštveno-polìtičkī „social-politic”.

#### Compunere combinată cu derivare
Prin acest procedeu se formează cuvinte compuse și derivate cu sufix în același timp. În afara sufixului, acestea pot avea drept bază:
- un grup nominal cu atribut adjectival: srednji vijek „Evul Mediu” > srednjovjekovni „medieval”;
- un nume de localitate de tip grup nominal cu atribut adjectival > nume de locuitor al localității: Stari Grad > Starograđanin;
- un substantiv și un verb: očigledan (< oči „ochi” + gledati „a privi” + -an) „evident”;
- un adjectiv și un substantiv: oštrouman (< oštar „ascuțit” + um „minte” + -an) „cu minte ascuțită”;
- un pronume și un substantiv: ovozemaljski (< ova „aceasta” + zemlja „pământ” + -ski) „de pe lumea aceasta”[66];
- un numeral și un substantiv: jednosmjeran [< jedan „unu” + smjer „sens (de deplasare)” + -an] „cu sens unic”;
- un adverb și un substantiv: malokrvan (< malo „puțin” + krv „sânge” + -an) „anemic”[66];
- un adverb și un verb: lakomislen (< lako „ușor” + misliti „a gândi” + -en) „nechibzuit”[66].

Acestui mod de formare îi aparțin și cuvinte compuse + sufix zero, adică cu al doilea element constituit dintr-o rădăcină. Exemple:
- substantiv + rădăcină verbală: voda „apă” + voditi „a conduce” > vodovod „rețea de distribuție a apei”;
- adjectiv + rădăcină substantivală: lijevi „stâng” + ruka „mână” > ljevoruk „stângaci”;
- adverb + rădăcină verbală: pravo „corect” + pisati „a scrie” > pravopis „ortografie”.

### Calcuri
Calcurile din limba croată sunt mai ales traduceri cuvânt cu cuvânt ale unor cuvinte compuse străine, după regulile compunerii în croată. Astfel, un cuvânt ca pravopis menționat mai sus este de fapt un calc după cuvântul german Rechtschreibung și francezul orthographe. Alte exemple: vodopad (< voda „apă” + rădăcina verbului padati „a cădea”, după germanul Wasserfall) „cascadă”; kolodvor (< kolo „roată” + dvor „curte”, cf. germ. Bahnhoff) „gară”; kamenotisak (< kamen „piatră” + tisak „tipar”, cf. germ. Steindruck) „litografie”; neboder (< nebo „cer” + derati „a zgâria”, cf. englezescul skyscraper) „zgârie-nor”. Un exemplu de calc ce nu este cuvânt compus, ci sufixat, este tvrtka (< tvrd „tare, dur” + sufixul -ka, cf. italiană firma) „firmă”.
Uneori, noțiunea de calc se referă la un sens nou dat unui cuvânt deja existent în limbă, pe baza unui sens al unui cuvânt străin (calc semantic). Este cazul cuvântului miš „șoarece”, folosit cu sensul „mouse” (de calculator), din engleză.

### Împrumuturi
Ca orice limbă, și croata și-a îmbogățit lexicul prin împrumuturi din mai multe limbi.
Lexicul limbii croate a fost influențat în primul rând de limbile învecinate, printre care de către limbi romanice, care au exercitat o influență mai mare asupra ei decât asupra altor limbi slave de sud. S-au păstrat cuvinte din limba dalmată (astăzi dispărută), de exemplu tunj „ton” (specie de pește) și spužva „burete”. Limba italiană a avut încă din Evul Mediu o influență mai însemnată pe litoralul Mării Adriatice și pe insule, dând în limba standard cuvinte precum barka „barcă”, balkon „balcon”, boća „bilă de popice”, și aceasta s-a continuat în epocile ulterioare, cu cuvinte ca banka „bancă”, valuta „valută”, novela „nuvelă”, kantautor „cantautor” etc. Și mai multe italianisme există în graiurile locale de pe litoral și insule.
Limba germană a influențat-o mai întâi pe cea croată vorbită în partea continentală a țării, numărul cuvintelor de origine germană în limba standard fiind estimat la 2.000. Exemple: cigla „cărămidă, țiglă”, krumpir „cartof”, logor „tabără, lagăr”, šminka „machiaj”.
Tot în partea continentală a Croației au pătruns și cuvinte maghiare, dintre care în croata standard, de exemplu: baršun „catifea”, bunda „blană”, gumb „nasture”, karika „verigă”, kočija „trăsură”.
Vecinătatea cu Imperiul Otoman a cauzat intrarea în limbă și a unor cuvinte turcești: boja „culoare”, budala „prost”, bunar „puț”, čarapa „ciorap”, čelik „oțel”, džep „buzunar”, jastuk „pernă”, kutija „cutie”, majmun „maimuță”, pamuk „bumbac”, rakija „rachiu”, šećer „zahăr”.
Pe la sfârșitul secolului al XIX-lea s-a recurs la împrumuturi din alte limbi slave. Din rusă s-au preluat, de exemplu, bodar „viguros”, dozvoliti „a permite”, sujevjerje „superstiție”, točan „exact”, vjerojatan „probabil”. Tot în secolul al XIX-lea s-au împrumutat cuvinte din cehă, mai ales în terminologia tehnică și științifică, dintre care au rămas în limba actuală: dušik „azot”, vodik „hidrogen”, vlak „tren”.
Cuvintele de origine greacă sunt în principal internaționale și nu au intrat direct din această limbă, dar există și asemenea cuvinte, de exemplu livada „fâneață, pășune”. Exemple de cuvinte internaționale grecești la origine: amfora, bakterija, dinastija, filozofija, program, telefon, televizija.
Același este cazul cuvintelor de origine latină. Cele mai vechi provin din latina bisericească și sunt de origine greacă: anđeo „înger”, bazilika, euharistija, evanđelje, katolik. Cele mai recente sunt internaționale: doktor, estimacija, formula, horor, humus, kontemplacija, memorija etc.
Și din franceză s-au împrumutat multe cuvinte, de exemplu bife „bufet”, bistro „bistrou”, grupa „grup”, meni „meniu”.
În limba croată contemporană, cele mai multe împrumuturi provin din engleză: film, gol, hardver, marketing, monitor, menadžer „manager”, tenk „tanc”, sendvič „sandviș”, šou „spectacol”, vikend.
Printre împrumuturi se pot distinge categorii după gradul lor de asimilare. Astfel există:
- cuvinte care nu mai sunt simțite ca străine, fiind complet integrate morfologic: anđeo „înger”, boja „culoare”, šminka „machiaj”, vlak „tren”;
- cuvinte bine integrate morfologic, dar totuși cunoscute ca străine, mai ales cuvintele internaționale de origine latină, greacă sau engleză: program, memorija, gol;
- cuvinte incomplet integrate morfologic:
  - terminate cu o combinație de două consoane atipică în croată: bicikl, projekt;
  - terminate cu o vocală atipică (meni „meniu”, šou „spectacol”) sau cărora li se adaugă în mod atipic desinențele cazuale: bife „bufet”, bistro „bistrou”.

### Atitudinea privitoare la procedeele de îmbogățire a lexicului
În cursul formării limbii croate standard au existat perioade în care împrumuturile intrau mai ușor în limbă și altele în care erau acceptate mai greu, dar în general, în standardizarea limbii este predominant purismul anti-împrumuturi. Această tendință se observă încă din secolul al XVII-lea și se menține și în secolul al XXI-lea, manifestându-se prin formarea sau calchierea conștientă de către intelectuali a multor cuvinte ce au intrat în standard. Astfel de cuvinte sunt calcurile vodovod „rețea de distribuție a apei” și pravopis „ortografie”, amintite în secțiunea Compunere, sau exemplele din secțiunea Calcuri. Alte exemple de creații conștiente sunt glazba „muzică”, tvornica „fabrică”, učionica „sală de clasă”, časnik „ofițer”, povijest „istorie”, knjižnica „bibliotecă”, proračun „buget”.
În perioadele de apropiere între standardele croat și sârbesc, înainte și după Primul război mondial, apoi după al Doilea război mondial, sub influența limbii sârbe, al cărei standard era mai permeabil la împrumuturi, acestea au fost mai numeroase și în croată. În perioada Statului Independent al Croației (1941-1945), acesta a aplicat o politică radicală de „purificare” a limbii, și astfel de cuvinte au fost înlocuite cu cuvinte croate, dar în Iugoslavia comunistă s-a revenit în croată la cuvintele împrumutate. Exemple de astfel de cuvinte:
funkcionar ~ dužnosnik;
inventar ~ imovnik;
propaganda ~ promidžba;
registar ~ upisnik „registru”;
revers ~ primka „chitanță, recipisă”;
telegraf ~ brzojav;
telegram ~ brzojavka.
După proclamarea Republicii Croația în 1991, purismul lingvistic s-a reafirmat. Tendința este în primul rând de a înlocui cuvintele folosite în sârbă în general, și cele care amintesc de fosta Iugoslavie în special, printre care multe împrumuturi comune sârbei și croatei, cu cuvinte croate mai vechi, care s-au păstrat în fondul pasiv și care redevin active. De exemplu, dintre cele de mai sus se folosesc din nou dužnosnik și promidžba. Alte exemple:
armija ~ vojska „armată”;
oficir ~ časnik „ofițer”;
kasarna ~ vojarna „cazarmă”;
ambasador ~ veleposlanik;
fronta ~ bojište, bojišnica „front”;
sekretar(ica) ~ tajnik(tajnica) „secretar(ă)”.
Astfel de împrumuturi nu dispar totuși complet, dar uneori sinonimia cu corespondentele lor slăbește, diferențiindu-se domeniile în care se folosesc. De exemplu, armija se mai folosește pentru armate străine, iar vojska mai mult pentru cea croată; ambasador tinde să fie folosit pentru ambasadorii străini sau cu sens figurat, iar veleposlanik pentru ambasadorii Croației. Secretarica apare destul de frecvent în sintagma telefonska sekretarica „robot telefonic”, tajnica tinzând să fie folosit pentru persoană.
În general, standardul limbii croate are tendința de a evita împrumuturile, dar utilizatorii „de rând” ai limbii nu se conformează automat standardului. De exemplu, împrumuturile din engleză sunt curente în registrul de limbă familiar, dar mult mai puțin curente în registrul elevat. În locul lor se propun de regulă cuvinte croate formate. Exemple:
boks ~ šakanje (< šaka „pumn”);
kompjutor, kompjuter ~ računalo (< računati „a calcula”);
link ~ poveznica (< povezati „a lega împreună”);
hardver ~ sklopovlje (< sklop „ansamblu de elemente legate între ele”);
tenk ~ oklopnik (< oklop „armură”).
Alt fenomen de menționat este folosirea unor perechi de sinonime împrumut–cuvânt croat împreună, în texte de specialitate, de exemplu lingvistice. De pildă, în Barić 1997, aproape toți termenii lingvistici sunt folosiți în acest fel. Exemple: akcent – naglasak, aspekt – vid, augmentativ – uvećanica, indikativ – izjavni način, ortografija – pravopis, prefiks – predmetak, prezent – sadašnje vrijeme.

### Atitudinea față de așa-numitele „sârbisme”
În perioadele de distanțare față de limba sârbă, cum este și cea de după 1991, tendințele puriste se manifestă și față de cuvinte standard în limba sârbă, fie autohtone, fie împrumutate, folosite și de vorbitori croați, dar neacceptate de standardul limbii croate. Astfel sunt, de exemplu: bioskop – croată kino „cinema”, gas – cr. plin „gaz”, izviniti se – cr. ispričati se „a cere scuze”, lenjir – cr. ravnalo „riglă”, nauka – cr. znanost „știință”, učestvovati – cr. sudjelovati „a colabora”, vaspitati – cr. odgojiti „a educa”, savremen – cr. suvremen „contemporan”. Nu există un acord total între lingviștii croați asupra a ce trebuie considerat sârbism. De exemplu, un cuvânt precum gvožđe „fier” este un sârbism pentru Anić 2006, Ćirilov 1992, dar nu și pentru Brodnjak 1992, sau ručak „prânz” este un sârbism pentru Ćirilov, dar nu și pentru Brodnjak.